# Rafael Nadal
Rafael Nadal Parera 1. Markiz Llevantu na Majorce (ur. 3 czerwca 1986 w Manacor) – hiszpański tenisista. Uważany za jednego z najwybitniejszych zawodników w historii tenisa.
Największe sukcesy odnosi na kortach ziemnych, a liczni eksperci skłaniają się do uznania go za najlepszego zawodnika w historii specjalizującego się w grze na tej nawierzchni. Zwycięzca 22 turniejów wielkoszlemowych: French Open (2005, 2006, 2007, 2008, 2010, 2011, 2012, 2013, 2014, 2017, 2018, 2019, 2020 i 2022); Wimbledonu (2008 i 2010); Australian Open (2009 i 2022) oraz US Open (2010, 2013, 2017 i 2019). Finalista Wimbledonu w latach 2006, 2007 i 2011; US Open 2011 oraz Australian Open w latach 2012, 2014, 2017 i 2019. Mistrz olimpijski z Pekinu (2008) w grze pojedynczej i z Rio de Janeiro (2016) w grze podwójnej oraz zwycięzca 36 turniejów z cyklu ATP Tour Masters 1000. Zwyciężając w US Open 2010, skompletował Karierowego Wielkiego Szlema (jako czwarty zawodnik w erze open) i Karierowego Złotego Wielkiego Szlema (jako drugi zawodnik w erze open). Wchodził w skład reprezentacji Hiszpanii, która czterokrotnie zdobyła Puchar Davisa (2004, 2009, 2011, 2019).
Zanim 18 sierpnia 2008 objął prowadzenie w rankingu, przez rekordowe 160 kolejnych tygodni zajmował drugą lokatę, za Rogerem Federerem. Przewodnictwo utrzymał do 5 lipca 2009, kiedy to pozycję lidera odzyskał Federer. Nadal powrócił na pierwsze miejsce w rankingu 7 czerwca 2010, gdy po raz piąty zwyciężył we French Open. 4 lipca 2011 roku, po przegranym finale Wimbledonu z Novakiem Đokoviciem, Hiszpan utracił prowadzenie na rzecz serbskiego tenisisty. Ponownie powrócił na pozycję lidera rankingu 7 października 2013, po dotarciu do finału w Pekinie, w którym przegrał z ustępującym liderem Novakiem Đokoviciem. Przewodził stawce tenisistów do 6 lipca 2014, gdy Serb wygrał finał Wimbledonu. Kolejny raz na czele rankingu znalazł się 21 sierpnia 2017 i pozostał na nim do 18 lutego 2018, gdy zastąpił go Federer. Po sześciu tygodniach, 2 kwietnia 2018 zamienili się ze Szwajcarem zajmowanymi pozycjami. 5 listopada 2018 Nadala na prowadzeniu w rankingu zmienił Novak Đoković.
W październiku 2024 ogłosił zamiar zakończenia kariery zawodowej po rozgrywkach finałowych Pucharu Davisa 2024, które zaplanowano na 19–24 listopada.

## Dzieciństwo i młodość
Rafael Nadal Parera urodził się w 3 czerwca 1986 roku w Manacor na Majorce, w wielopokoleniowej rodzinie. Jest synem właściciela dużej firmy produkującej okna, Sebastiána Nadala i Any Maríi Parery. Ma młodszą siostrę Maríę Isabel. Jego wujkiem jest Miguel Ángel Nadal, niegdyś znany piłkarz grający w FC Barcelonie i RCD Mallorce, a także w reprezentacji Hiszpanii, z którą wystąpił na trzech piłkarskich mistrzostwach świata. Za sprawą innego wujka, Toniego Nadala, Rafael w wieku 3 lat zaczął uprawiać tenis – Toni przez wiele lat był przy tym jego trenerem. W wieku 8 lat Nadal wygrał turniej tenisowy dzieci do lat 12. Przekonało to Toniego Nadala do położenia większego nacisku na trening tenisowy swojego krewnego, który był też obiecującym piłkarzem. W tym momencie zaczął także grać leworęcznym forhendem, co dawało mu naturalną przewagę nad zawodnikami praworęcznymi (wcześniej Nadal z obu stron wyprowadzał uderzenia oburącz). Mając 12 lat, wygrywał w swojej kategorii wiekowej turnieje tenisowe w Hiszpanii i za granicą, trenując równocześnie piłkę nożną. Ostatecznie ojciec Nadala kazał mu dokonać wyboru między tenisem a piłką nożną, gdyż uprawianie obu sportów jednocześnie nie dawało się pogodzić ze szkołą. Hiszpan wybrał tenis i natychmiast zaprzestał treningów piłkarskich.
Gdy miał 14 lat, Hiszpański Związek Tenisowy nalegał, by Nadal opuścił rodzinną Majorkę i kontynuował treningi w Barcelonie. Rodzice Hiszpana postanowili jednak, w trosce o jego wykształcenie, że pozostanie on w domu. Także trenujący go wujek Toni uważał, że nie musi opuszczać Majorki i może osiągnąć najwyższe cele, trenując w domu. W maju 2001 roku pokonał byłego mistrza Wimbledonu Pata Casha w pokazowym meczu rozegranym na nawierzchni ceglanej. Po tym spotkaniu Nadal postanowił rozpocząć karierę profesjonalną.

## Kariera

### Debiut i lata 2001–2004
Rafael Nadal uzyskał status profesjonalny w 2001 roku. W kwietniu 2002 roku jako piętnastolatek wygrał swój pierwszy mecz w imprezie rangi ATP World Tour. Będąc 762. w rankingu ATP, pokonał podczas imprezy na Majorce Ramóna Delgado, stając się dziewiątym graczem w erze open, który wygrał swój pierwszy zawodowy pojedynek przed 16. urodzinami. W całym sezonie zwyciężył w sześciu imprezach rangi Futures i zakończył go w czołowej dwusetce rankingu.
Pierwsze sukcesy w turniejach rangi ATP World Tour zaczął w odnosić w 2003 roku. W turniejach na nawierzchni ziemnej pokonał utytułowanych rodaków: Carlosa Moyę (w Hamburgu) i Alberta Costę (w Monte Carlo). W swoim debiucie na trawiastych kortach Wimbledonu Nadal doszedł do trzeciej rundy, stając się najmłodszym zawodnikiem od czasów Borisa Beckera, który tego dokonał. W lipcu po raz pierwszy awansował do ćwierćfinału turnieju cyklu ATP World Tour (w Båstad), a dwa tygodnie później do półfinału (w Umag). Grając w parze z Alexem Lópezem Móronem, wygrał tam rywalizację deblistów. W całym sezonie Nadal wygrał dwie imprezy z cyklu ATP Challenger Tour i zakończył go w czołowej pięćdziesiątce rankingu. Otrzymał także nagrodę ATP Newcomer of Year.
W styczniu 2004 roku Nadal dotarł po raz pierwszy do finału imprezy rangi ATP World Tour (w Auckland), gdzie uległ Dominikowi Hrbatemu w stosunku 6:4, 2:6, 5:7. Podczas debiutu w wielkoszlemowym Australian Open doszedł do trzeciej rundy, gdzie nie sprostał reprezentantowi gospodarzy Lleytonowi Hewittowi. W marcu podczas imprezy z cyklu ATP Masters Series w Miami po raz pierwszy spotkał się z Rogerem Federerem. Hiszpan pokonał lidera rankingu 6:3, 6:3. Z powodu kontuzji kostki zmuszony był pauzować przez większość sezonu na kortach ceglanych, w szczególności nie wystąpił w wielkoszlemowym French Open. Zrezygnował także ze startu w Wimbledonie. W sierpniu wygrał swój pierwszy turniej w grze pojedynczej. W finale imprezy w Sopocie pokonał José Acasuso wynikiem 6:3, 6:4. Podczas debiutu w US Open dotarł do drugiej rundy, w której uległ wiceliderowi rankingu, Andy’emu Roddickowi.
W 2004 roku Nadal przyczynił się do triumfu Hiszpanii w rywalizacji o Puchar Davisa – w pierwszej rundzie, w decydującym pojedynku meczu z Czechami wygrał z Radkiem Štěpánkiem. W drugiej rundzie, w meczu z Francuzami, pokonał Arnaud Clémenta oraz, w parze z Tommym Robredo, duet Arnaud Clément – Michaël Llodra. W grudniowym finale zdobył punkt w grze pojedynczej, pokonując Andy’ego Roddicka. Wraz z wygraną Hiszpanii w tych rozgrywkach Nadal stał się najmłodszym zawodnikiem w historii wchodzącym w skład zwycięskiej drużyny. Sezon zakończył na 51. miejscu w rankingu.

### Sezon 2005

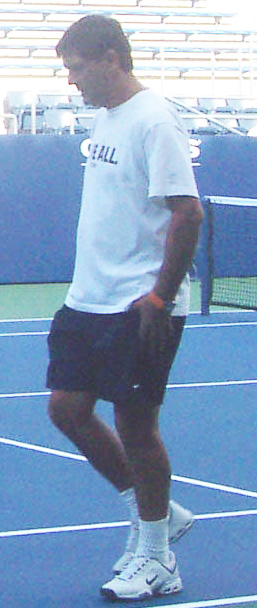
Toni Nadal – wuj i trener Rafaela Nadala

W Australian Open doszedł do czwartej rundy, gdzie uległ późniejszemu finaliście Lleytonowi Hewittowi. W lutym zwyciężył w dwóch imprezach na kortach ceglanych. W finale turnieju w Costa do Sauípe pokonał 6:0, 6:7(2), 6:1 Alberto Martína, zaś tydzień później w Acapulco pokonał w finale Alberta Montañésa w stosunku 6:1, 6:1.
W marcu podczas turnieju w Miami Nadal osiągnął pierwszy w karierze finał imprezy z prestiżowego cyklu ATP Masters Series, w którym zmierzył się z Rogerem Federerem. Mimo wygrania dwóch pierwszych setów Hiszpan ostatecznie uległ Szwajcarowi 6:2, 7:6(4), 6:7(5), 3:6, 1:6, jednak występy w tamtym okresie są uważane za przełomowe w jego karierze.
Nadal zdominował sezon na kortach ceglanych. Wygrał 24 spotkania z rzędu, bijąc rekord kolejnych zwycięstw odniesionych przez nastolatka, który należał do Andre Agassiego. W pierwszej połowie kwietnia wygrał w Monte Carlo swój pierwszy turniej rangi ATP Masters Series, pokonując w finale 6:3, 6:1, 0:6, 7:5 finalistę poprzedniego French Open Guillermo Corię. Tydzień później Nadal był najlepszy w Barcelonie, gdzie w finale wygrał z Juanem Carlosem Ferrero. Po zwycięstwie w stolicy Katalonii hiszpański tenisista po raz pierwszy w karierze awansował do czołowej dziesiątki rankingu, dokonując tego jako najmłodszy zawodnik w erze open. Następnie Hiszpan zwyciężył na kortach Foro Italico w Rzymie, ponownie pokonując w finale Guillermo Corię.
Podczas French Open Nadal wygrał pierwsze pięć spotkań, tracąc jednego seta i pokonując po drodze m.in. Richarda Gasqueta i Davida Ferrera. W półfinale zmierzył się trzeci raz w karierze z liderem rankingu Rogerem Federerem. Hiszpan zwyciężył w czterech setach, 6:3, 4:6, 6:4, 6:3. Dwa dni później pokonał w finale Mariano Puertę 6:7(6), 6:3, 6:1, 7:5 i zdobył pierwszy w karierze tytuł wielkoszlemowy. Jako drugi zawodnik w historii wygrał French Open w swoim debiucie (w 1982 dokonał tego Mats Wilander). Został także najmłodszym od czasów Michaela Changa zwycięzcą paryskiej imprezy oraz pierwszym nastolatkiem od czasów Pete’a Samprasa, który zwyciężył w imprezie tej rangi.
Passa kolejnych zwycięstw została przerwana trzy dni później, kiedy to Nadal uległ Alexandrowi Waske w pierwszej rundzie imprezy w Halle, rozgrywanej na kortach trawiastych. W wielkoszlemowym Wimbledonie dotarł do drugiej rundy, gdzie przegrał z Gilles’em Müllerem. Po porażce we wczesnej fazie londyńskiej imprezy Hiszpan wygrał dwie imprezy na kortach ceglanych: w Båstad oraz w Stuttgarcie.
Cykl imprez w Ameryce Północnej rozpoczął od kolejnego sukcesu – po raz pierwszy w karierze zwyciężył w imprezie rozgrywanej na nawierzchni twardej. W finale imprezy z cyklu ATP Masters Series w Montrealu pokonał Andre Agassiego wynikiem 6:3, 4:6, 6:2. Po tym zwycięstwie Nadal awansował na 2. miejsce w rankingu, które zajmował następnie przez ponad 3 kolejne lata. W rozgrywanym tydzień później turnieju w Cincinnati uległ w pierwszej rundzie Tomášowi Berdychowi. Jest to jedyna impreza rangi ATP Masters Series, w której Nadal nigdy nie dotarł do finału. Podczas wielkoszlemowego US Open Hiszpan dotarł do trzeciej rundy, gdzie w czterech setach przegrał z Jamesem Blakiem.
We wrześniu zwyciężył w imprezie w Pekinie, pokonując w finale Guillermo Corię w stosunku 5:7, 6:1, 6:2 oraz wystąpił w Pucharze Davisa wygrywając oba pojedynki singlowe i przegrywając jeden deblowy. W październiku po raz pierwszy zwyciężył w turnieju halowym: w finale imprezy ATP Masters Series w Madrycie pokonał w pięciu setach Ivana Ljubičicia. Z powodu kontuzji stopy Hiszpan nie wystąpił w kończącym sezon turnieju Tennis Masters Cup.
W 2005 roku Nadal wygrał 11 turniejów (8 na mączce, 3 na nawierzchni twardej), tyle samo co Roger Federer. Pobił tym samym rekord ustanowiony w 1983 roku przez Matsa Wilandera w liczbie wygranych turniejów w sezonie przez nastolatka. W całym sezonie Hiszpan wygrał 79 spotkań, więcej wygrał tylko Roger Federer – 81. Nadal zdobył ponadto nagrodę Golden Bagel Award, przyznawaną corocznie zawodnikowi, który wygrał w sezonie najwięcej setów w stosunku 6:0, oraz wyróżnienie ATP Most Improved Player of Year.

### Sezon 2006

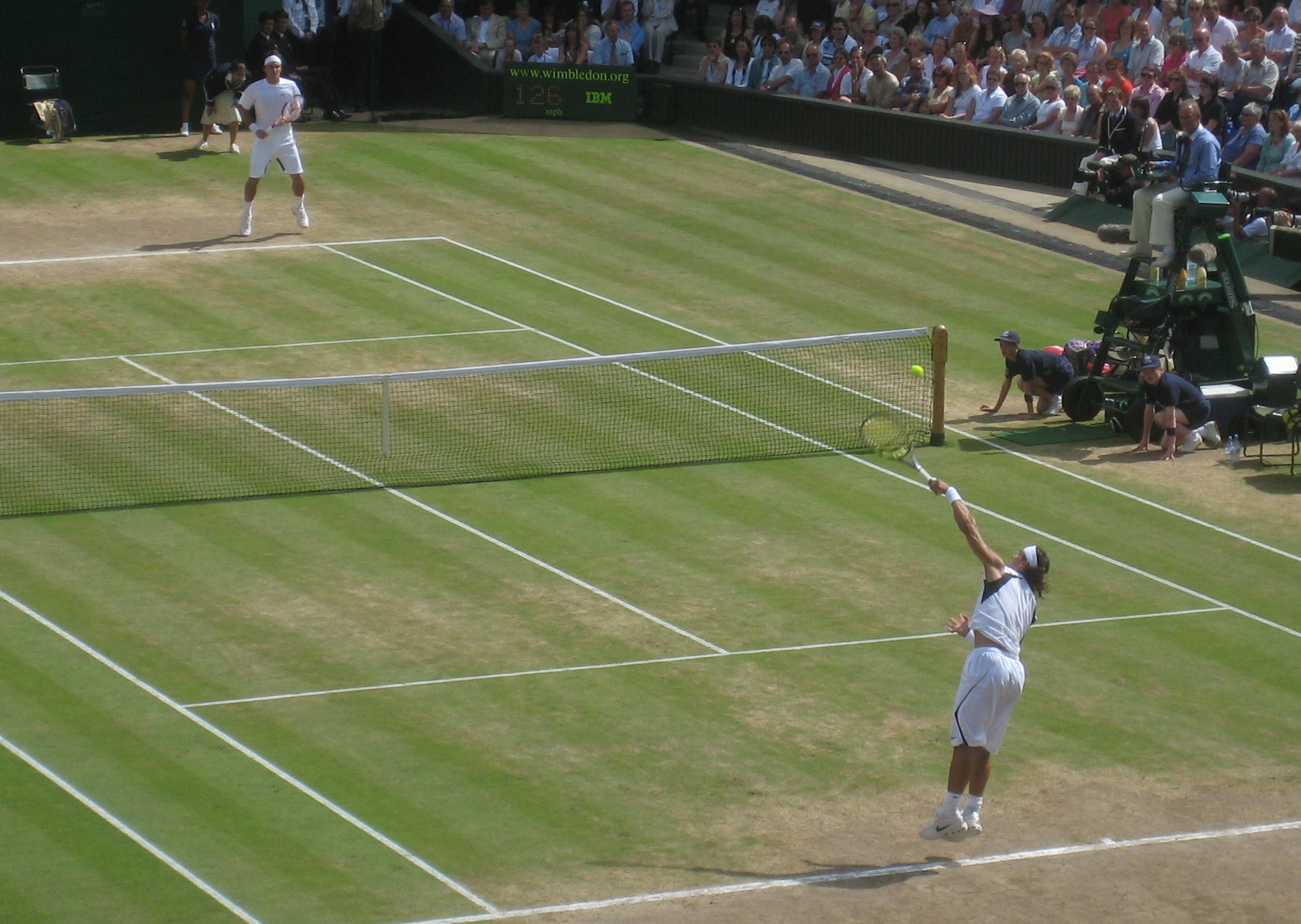
Nadal i Federer podczas finału Wimbledonu, 2006

Z powodu kontuzji stopy, która wykluczyła go także z udziału w kończącym poprzedni sezon Masters Cup, Nadal nie wystąpił w Australian Open. W pierwszym starcie po powrocie, w halowym turnieju w Marsylii, dotarł do półfinału. Dwa tygodnie później zwyciężył w turnieju w Dubaju, gdzie pokonał w finale Federera 2:6, 6:4, 6:4. Była to pierwsza porażka Szwajcara w sezonie, a oprócz Nadala w 2006 roku Federera pokonał tylko Andy Murray. Na zakończenie wiosennego cyklu imprez na kortach twardych Hiszpan dotarł do półfinału imprezy w Indian Wells, gdzie przegrał z Jamesem Blakiem, oraz do drugiej rundy turnieju w Miami.
Podczas europejskiego sezonu na kortach ziemnych Nadal odniósł 24 kolejne zwycięstwa. W finale turnieju rangi ATP Masters Series w Monte Carlo pokonał 6:2, 6:7(2), 6:3, 7:6(5) Rogera Federera. Tydzień później zwyciężył w Barcelonie, pokonując w finale Tommy’ego Robredo. Po tygodniowej przerwie obronił tytuł na rzymskich kortach Foro Italico. W finale ponownie spotkał się z Federerem. Ostatecznie po ponad pięciogodzinnej walce Hiszpan zwyciężył 6:7, 7:6(5), 6:4, 2:6, 7:6(5), broniąc w ostatnim secie dwóch piłek meczowych. Zdobywając 16. tytuł ATP w karierze, wyrównał rekord Björna Borga pod względem liczby wygranych turniejów przez nastolatka. Z powodu wyczerpania tym spotkaniem obaj wycofali się z odbywających się tydzień później zawodów w Hamburgu.
Wygrywając spotkanie w pierwszej rundzie French Open, Nadal pobił rekord Guillermo Vilasa 53 kolejnych zwycięstw na nawierzchni ziemnej. Hiszpan doszedł po raz drugi z rzędu do finału paryskiej imprezy, pokonując po drodze m.in. Lleytona Hewitta, Novak Đokovicia oraz Ivana Ljubičicia. W finale zmierzył się po raz czwarty w sezonie z Federerem i wygrał w stosunku 1:6, 6:1, 6:4, 7:6(4), stając się pierwszym zawodnikiem w historii, który pokonał Szwajcara w finale imprezy wielkoszlemowej. Nadal przez drugi rok z rzędu pozostał niepokonany na kortach ziemnych.

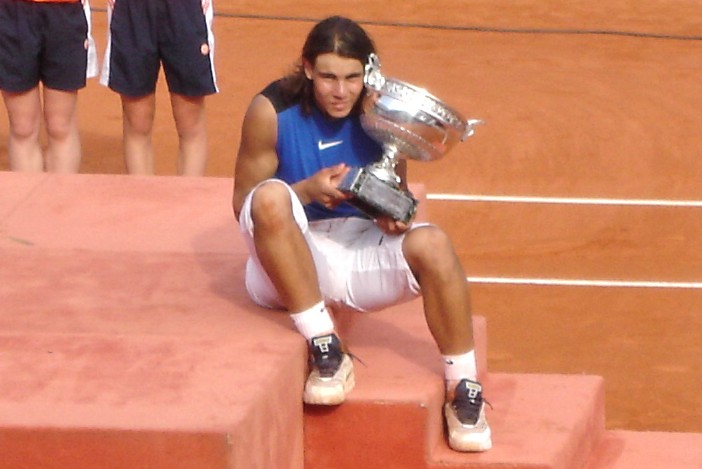
Nadal po zwycięstwie we French Open, 2006

Sezon na kortach trawiastych rozpoczął od imprezy w londyńskim Queen’s Club, gdzie poddał ćwierćfinałowe spotkanie z Lleytonem Hewittem z powodu kontuzji ramienia, przerywając zarazem passę 26 wygranych z rzędu spotkań. W wielkoszlemowym Wimbledonie Hiszpan był rozstawiony z numerem 2, jednak już w drugiej rundzie o mało nie doszło do niespodzianki. W meczu z notowanym na 237. miejscu Robertem Kendrickiem Nadal przegrał pierwsze dwa sety 6:7(4), 3:6, a w trzecim przy stanie 4:5 i przy podaniu Hiszpana Kendrick był o dwie piłki od zwycięstwa. Ostatecznie jednak Nadal utrzymał podanie i wygrał całe spotkanie w stosunku 6:7(4), 3:6, 7:6(2), 7:5, 6:4. W trzeciej rundzie pokonał byłego mistrza imprezy – Andre Agassiego, dla którego było to pożegnanie z londyńskimi kortami (karierę zakończył podczas US Open). Hiszpan wygrał także następne trzy spotkania i po raz pierwszym osiągnął finał imprezy na kortach trawiastych. W ostatnim pojedynku spotkał się po raz piąty w sezonie z Federerem, uległ mu jednak 0:6, 6:7(5), 7:6(2), 3:6.
Występ w US Open Series rozpoczął od turnieju w Toronto, gdzie doszedł do trzeciej rundy. Tydzień później odpadł w ćwierćfinale imprezy w Cincinnati. Podczas US Open doszedł do ćwierćfinału, gdzie przegrał w czterech setach z Michaiłem Jużnym.
Do końca sezonu Hiszpan wystąpił tylko w trzech imprezach. W turnieju w Sztokholmie sensacyjnie uległ notowanemu pod koniec siódmej setki Joachimowi Johanssonowi. Następnie nie obronił tytułu w halowej imprezie w Madrycie, gdzie doszedł do ćwierćfinału. W debiucie w kończącym sezon Tennis Masters Cup przegrał pierwsze spotkanie w fazie grupowej z Jamesem Blakiem, jednak pokonał następnie Nikołaja Dawydienkę i Tommy’ego Robredo i awansował z drugiego miejsca do półfinału, w którym spotkał się po raz szósty w sezonie z Rogerem Federerem. Szwajcar wygrał 6:4, 7:5, odnosząc trzecie zwycięstwo w karierze nad Nadalem.

### Sezon 2007

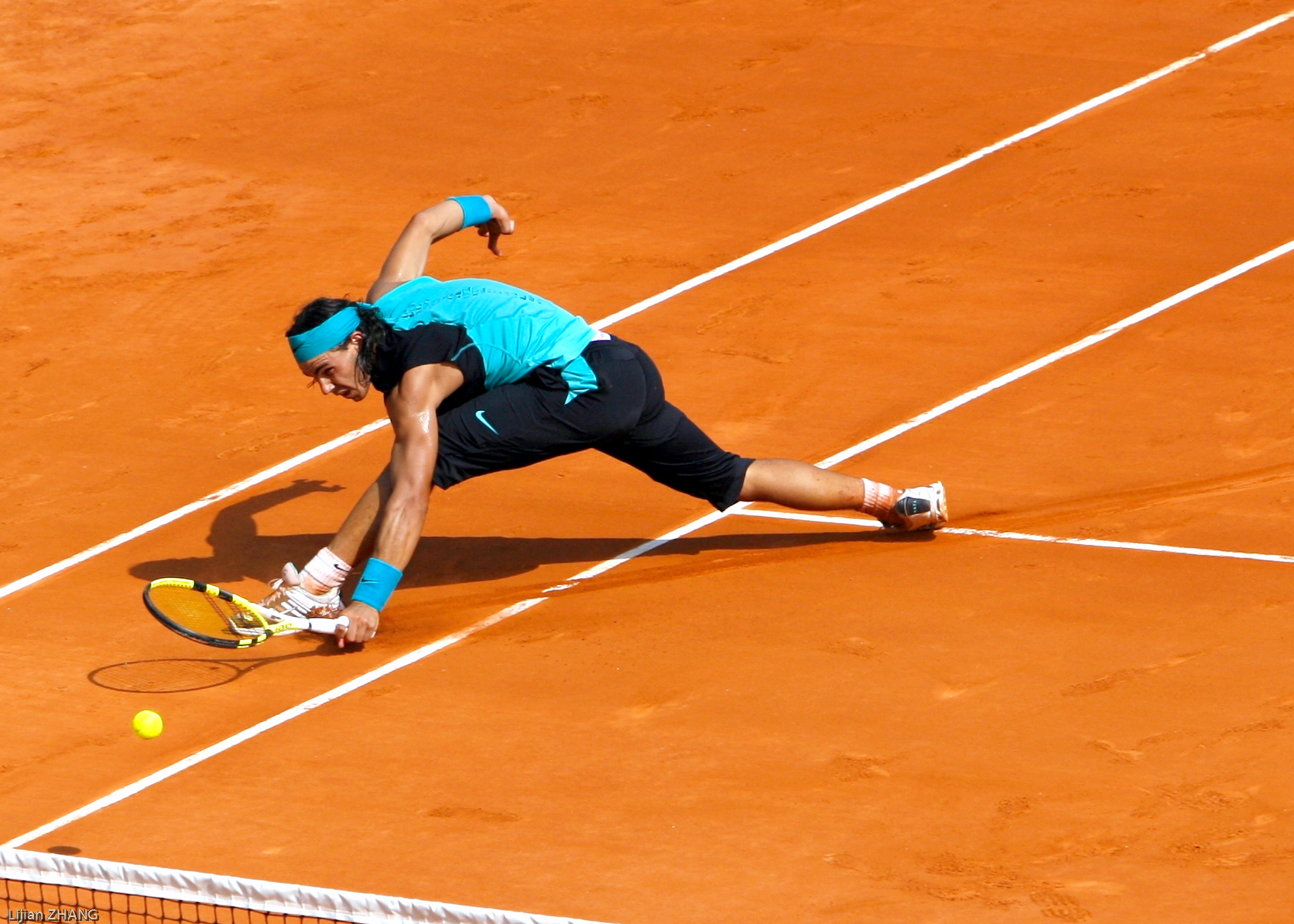
Nadal podczas turnieju w Monte Carlo, 2007

Sezon 2007 Nadal rozpoczął od występów w Madrasie, gdzie przegrał w dwóch setach z Xavierem Malisse, oraz w Sydney, gdzie w pierwszej rundzie poddał spotkanie z Chrisem Guccione. W wielkoszlemowym Australian Open dotarł do ćwierćfinału, gdzie uległ późniejszemu finaliście, Fernando Gonzálezowi 2:6, 4:6, 3:6. W lutym wystąpił w Dubaju, jednak w ćwierćfinale przegrał z Michaiłem Jużnym.
Po prawie 9 miesiącach bez wygranego turnieju Nadal zdobył tytuł w zawodach w Indian Wells. W drodze do finału pokonał m.in. Juana Carlosa Ferrero oraz Andy’ego Roddicka. W finale zaś w dwóch setach wygrał z Novakiem Đokoviciem. Tydzień później, podczas imprezy w Miami dotarł do ćwierćfinału, gdzie ponownie spotkał się z Đokoviciem. Serb zrewanżował się za porażkę poniesioną tydzień wcześniej, wygrywając w dwóch setach.
Hiszpan ponownie zdominował europejski sezon na kortach ziemnych. Rozpoczął go od obronienia tytułów w Monte Carlo oraz w Barcelonie – w finale turnieju w Monako pokonał w dwóch setach Rogera Federera, zaś w stolicy Katalonii wygrał z Guillermo Cañasem. Następnie zwyciężył na kortach Foro Italico w Rzymie, pokonując w finale Fernando Gonzáleza. Wszystkie te imprezy wygrał po raz trzeci z rzędu. W przerwie pomiędzy turniejami w Barcelonie i Rzymie, Nadal i Federer rozegrali na Majorce mecz pokazowy określany mianem „bitwy nawierzchni”. Spotkanie było toczone w nietypowych warunkach, gdyż po jednej stronie siatki nawierzchnią była ceglana mączka, zaś po drugiej kort był trawiasty.

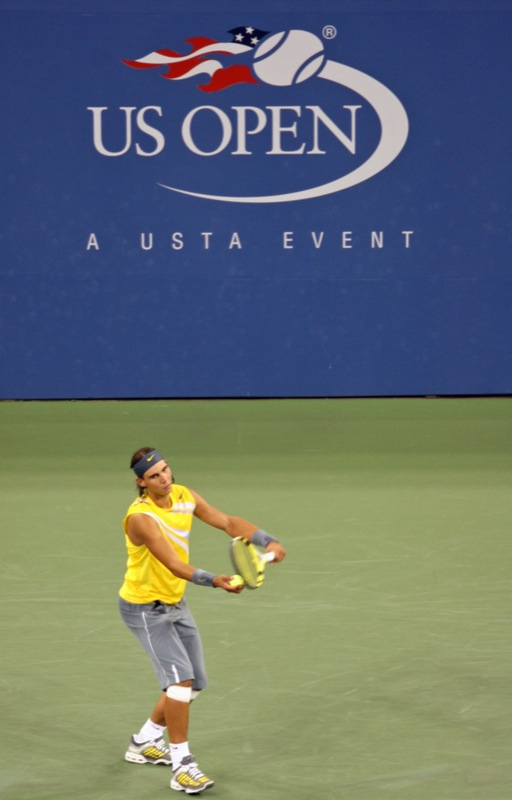
Nadal serwujący podczas US Open, 2007

Tydzień po imprezie w Rzymie Nadal dotarł do finału turnieju w Hamburgu, w którym ponownie zmierzył się z Rogerem Federerem. Szwajcar wygrał w trzech setach i jednocześnie po raz pierwszy w karierze pokonał Nadala na kortach ziemnych. Federer przerwał również trwającą ponad dwa lata passę Hiszpana, który wygrał 81 spotkań z rzędu na nawierzchni ziemnej, ustanawiając nowy rekord ery open. Podczas French Open doszedł bez straty seta do finału, pokonując m.in. Lleytona Hewitta, Carlosa Moyę oraz Novaka Đokovicia. W finale zmierzył się po raz trzeci w sezonie z Federerem. Mimo zwycięstwa Szwajcara w ich ostatnim spotkaniu za faworyta uważano Hiszpana, który bardzo dobrze prezentował się na paryskich kortach w poprzednich rundach. Mecz ten był także szansą dla Federera, by zostać trzecim w historii zawodnikiem dzierżącym wszystkie cztery tytuły wielkoszlemowe jednocześnie. W decydującym meczu lepszy okazał się Nadal, który wygrał w czterech setach 6:3, 4:6, 6:3, 6:4, stając się drugim zawodnikiem w erze open, który wygrał French Open trzy razy z rzędu.
Sezon na kortach trawiastych Hiszpan rozpoczął od występu w londyńskim Queen’s Club, gdzie w ćwierćfinale uległ Nicolasowi Mahutowi. Podczas Wimbledonu Nadal stoczył pięciosetowe pojedynki już w trzeciej i czwartej rundzie – odpowiednio z Robinem Söderlingiem i Michaiłem Jużnym. Następnie pokonał Tomáša Berdycha i Novaka Đokovicia, by w finale po raz drugi zmierzyć się z Rogerem Federerem. Po zaciętym, stojącym na wysokim poziomie meczu lepszy okazał się Szwajcar, który wygrał 7:6(6), 4:6, 7:6(3), 2:6, 6:2. Było to jego pierwsze pięciosetowe spotkanie na Wimbledonie od 2001 roku. Mimo kolejnej porażki w londyńskim finale występ Nadala oceniono pozytywnie i zauważono poczyniony przez niego w ciągu roku postęp.
W drugiej połowie lipca Nadal wygrał turniej w Stuttgarcie, pokonując w finale w dwóch setach Stanislasa Wawrinkę. W ramach US Open Series wystąpił najpierw w Montrealu, gdzie w półfinale przegrał z Novakiem Đokoviciem, a następnie odpadł w drugiej rundzie turnieju w Cincinnati. W wielkoszlemowym US Open przegrał w czwartej rundzie z Davidem Ferrerem. Po trwającej miesiąc przerwie wystąpił w dwóch turniejach ATP Masters Series: w Madrycie doszedł do ćwierćfinału, zaś w Paryżu dotarł do finału, w którym uległ Davidowi Nalbandianowi.
W zamykającej sezon imprezie Tennis Masters Cup w fazie grupowej wygrał z Richardem Gasquetem oraz Novakiem Đokoviciem i przegrał Davidem Ferrerem, co dało mu awans do półfinału, w którym zmierzył się z Federerem. Musiał jednak uznać wyższość Szwajcara, który wygrał 6:4, 6:1. Przyczyny słabych wyników Nadala w drugiej części sezonu upatrywano w odnawiającej się kontuzji stopy, jednak Hiszpan temu zaprzeczył.

### Sezon 2008

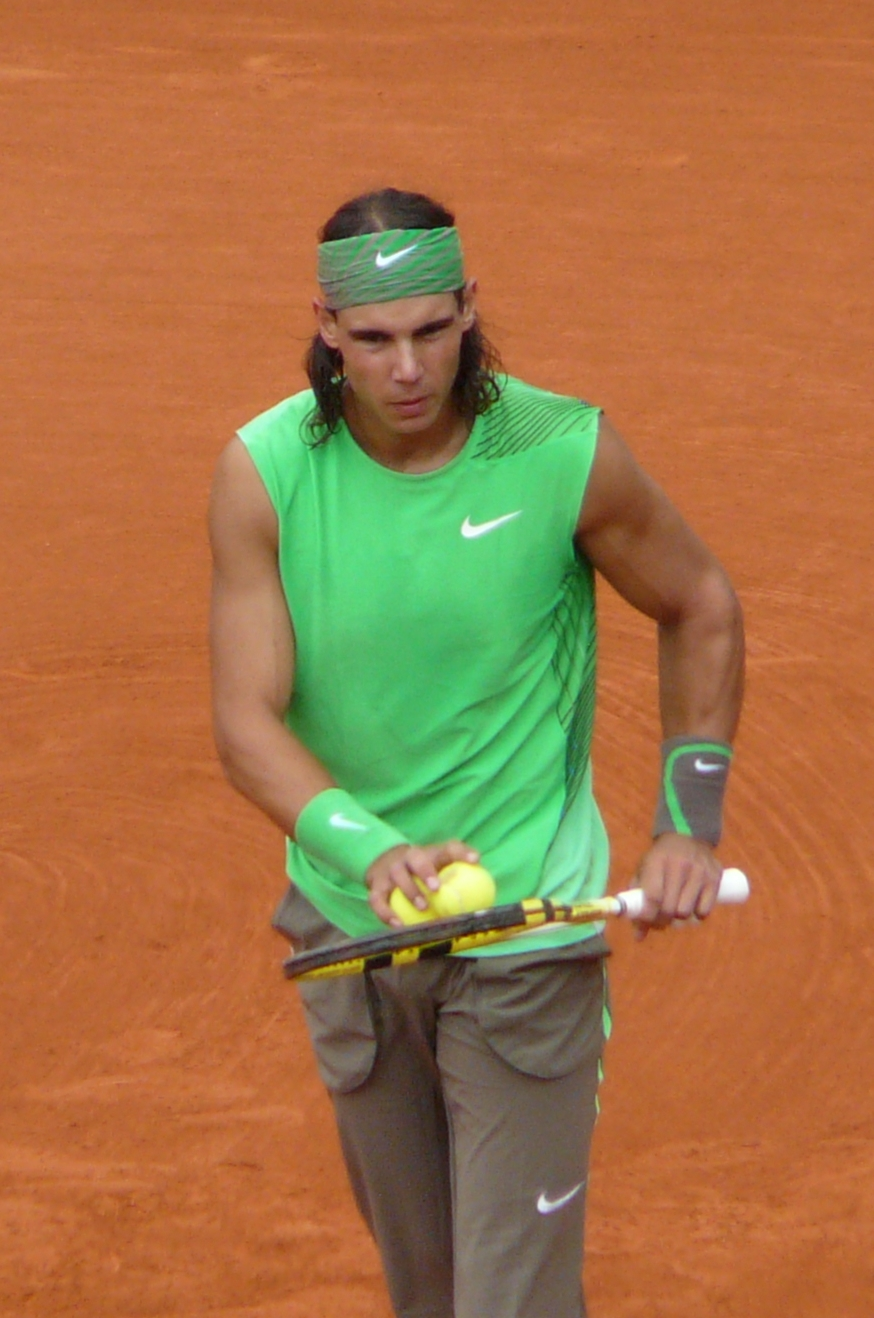
Rafael Nadal podczas Roland Garros, 2008

Sezon 2008 Nadal rozpoczął od występu w Madrasie, gdzie w finale przegrał 0:6, 1:6 z Michaiłem Jużnym. W Australian Open dotarł do półfinału, w którym uległ Jo-Wilfriedowi Tsondze 2:6, 3:6, 2:6. W marcu Hiszpan bronił tytułu w Indian Wells, jednak w ćwierćfinale uległ Novakowi Đokoviciowi. Sezon na kortach twardych zakończył występem w Miami, gdzie osiągnął finał, pokonując m.in. Jamesa Blake’a i Tomáša Berdycha. W decydującym spotkaniu przegrał 4:6, 2:6 z Nikołajem Dawydienką.
Cykl turniejów na nawierzchni ziemnej rozpoczął od występu w Monte Carlo, gdzie bronił tytułu. Hiszpan wygrał turniej, pokonując po drodze Davida Ferrera, Nikołaja Dawydienkę, a w finale wynikiem 7:5, 7:5 Rogera Federera. Tydzień później obronił także tytuł w Barcelonie, w finale odnosząc zwycięstwo nad Ferrerem. W obu tych imprezach zwyciężył czwarty raz z rzędu. Nadal wystąpił następnie na kortach w Rzymie, jednak uległ w drugiej rundzie Juanowi Carlosowi Ferrero. Ostatnim turniejem przed French Open, w którym wystąpił, była impreza w Hamburgu. Podobnie jak rok wcześniej dotarł do finału, gdzie zmierzył się z Federerem. Nadal zrewanżował się za poprzednią porażkę i wygrał 7:5, 6:7(3), 6:3.
Mimo porażki w Rzymie do French Open Hiszpan przystępował w roli faworyta. Nadal bez straty seta dotarł do finału, pokonując po drodze m.in. Fernando Verdasco, Nicolása Almagro i w półfinale Novaka Đokovicia. W finale zmierzył się po raz trzeci z rzędu z Rogerem Federerem. Hiszpan pokonał rywala 6:1, 6:3, 6:0 i wygrał French Open po raz czwarty z rzędu. Było to pierwsze spotkanie Szwajcara od 1999 roku, w którym przegrał seta do zera. Wraz z tą wygraną Nadal wyrównał rekord Björna Borga pod względem kolejnych wygranych imprez w Paryżu, a także pod względem wygranych spotkań z rzędu. W całej imprezie Hiszpan nie popełnił także ani jednego podwójnego błędu serwisowego.

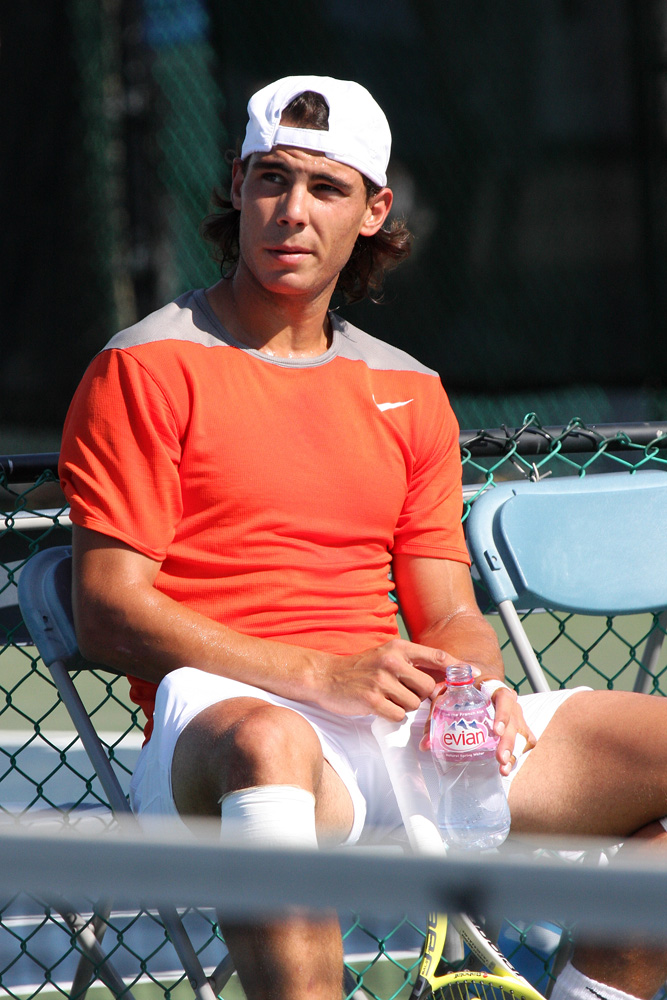
Nadal w trakcie treningu w Cincinnati, 2008

Tydzień później wystąpił w londyńskim Queen’s Club, gdzie odniósł pierwsze w karierze zwycięstwo na kortach trawiastych, pokonując w finale Novaka Đokovicia 7:6(5), 7:5. Było to pierwsze zwycięstwo odniesione przez hiszpańskiego tenisistę na tej nawierzchni od czasów Andrésa Gimeno, który w 1972 wygrał turniej w Eastbourne, oraz stał się pierwszym tenisistą, który wygrał w jednym sezonie na kortach Rolanda Garrosa i Queen’s Clubu od czasów Ilie Năstase, który dokonał tego w 1973.
Występ na trawiastych kortach Wimbledonu rozpoczął od wygranej w trzech setach z Andreasem Beckiem. Następnie w czterech setach pokonał Ernestsa Gulbisa oraz wygrał następne cztery mecze bez straty seta (z Nicolasem Kieferem, Michaiłem Jużnym, Andym Murrayem oraz Rainerem Schüttlerem) i w finale zmierzył się, trzeci rok z rzędu, z Rogerem Federerem. W przeciwieństwie do ich poprzednich spotkań, według niektórych ekspertów, Federer nie był faworytem tego pojedynku – obaj wygrali turnieje poprzedzające Wimbledon i obaj prezentowali wysoką formę we wcześniejszych rundach. Hiszpan i Szwajcar rozegrali najdłuższy finał w historii Wimbledonu, dwukrotnie przerywany przez opady deszczu. Pierwsze dwa sety Hiszpan wygrał 6:4, 6:4, zaś w trzeciej partii lepszy okazał się Szwajcar, który wygrał ją 7:6(5). W tie-breaku czwartego seta Nadal miał piłkę meczową, jednak po akcji przy siatce został minięty z backhandu przez Federera, który ostatecznie wygrał tę partię 7:6(8). Przy zapadających ciemnościach Nadal zwyciężył w piątym secie 9:7 (w Wimbledonie w decydującym secie nie gra się tie-breaka). Spotkanie to odbiło się szerokim echem w mediach, które nazwały je „najlepszym finałem w historii”. Dziennik „The Guardian” opisał przemianę Nadala, który zmienił się z „króla mączki” we „władcę trawy”, a finałowy pojedynek z Federerem określił mianem „finału finałów”. „The New York Times” napisał, że finał Wimbledonu 2008 to „najwspanialszy mecz ze wszystkich kiedykolwiek rozgrywanych pojedynków tenisowych” a „The Daily Telegraph” określił spotkanie Nadala z Federerem jako „najlepszy finał w historii”. Wraz z tym zwycięstwem Nadal przerwał rekordową passę Federera 65 pojedynków wygranych z rzędu na nawierzchni trawiastej oraz po raz pierwszy w karierze wygrał dwa turnieje wielkoszlemowe z rzędu.
Letni sezon na kortach twardych rozpoczął od wygranej w imprezie z cyklu US Open Series. W finale turnieju w Toronto pokonał w dwóch setach Nicolasa Kiefera. Następnie osiągnął półfinał turnieju w Cincinnati, ulegając Novakowi Đokoviciowi, który przerwał w ten sposób passę 32 spotkań z rzędu wygranych przez Hiszpana. Mimo porażki Nadal zapewnił sobie zwycięstwo w US Open Series i objęcie prowadzenia w rankingu ATP. Nadal był także najlepszy podczas letnich igrzysk olimpijskich w Pekinie, gdzie w półfinale pokonał Novaka Đokovicia, zaś w finale 6:3, 7:6(2), 6:3 Fernando Gonzáleza, zdobywając złoty medal. Dzień później, po ponad 3 latach od osiągnięcia miejsca nr 2, Hiszpan został liderem rankingu. Podczas US Open po raz pierwszy w karierze był rozstawiony z numerem 1 w turnieju wielkoszlemowym. Przez pierwsze trzy rundy nie stracił seta, jednak w spotkaniu rundy czwartej i w ćwierćfinale potrzebował czterech partii, by pokonać odpowiednio Sama Querreya i Mardy’ego Fisha. W półfinale, przerywanym przez tropikalną burzę, Nadal uległ w czterech setach Andy’emu Murrayowi.
W drugiej połowie września Nadal zdobył dwa punkty w grze pojedynczej dla reprezentacji Hiszpanii w rozgrywkach Pucharu Davisa, pokonując Sama Querreya oraz Andy’ego Roddicka. Podczas halowego turnieju w Madrycie osiągnął półfinał, w którym uległ Gilles’owi Simonowi, a dwa tygodnie później w ćwierćfinale rozgrywek w Paryżu z powodu kontuzji kolana poddał spotkanie z Nikołajem Dawydienką. Z powodu zapalenia ścięgien w kolanie Hiszpan wycofał się z kończącego sezon Tennis Masters Cup oraz z finału rozgrywek o Puchar Davisa.

### Sezon 2009

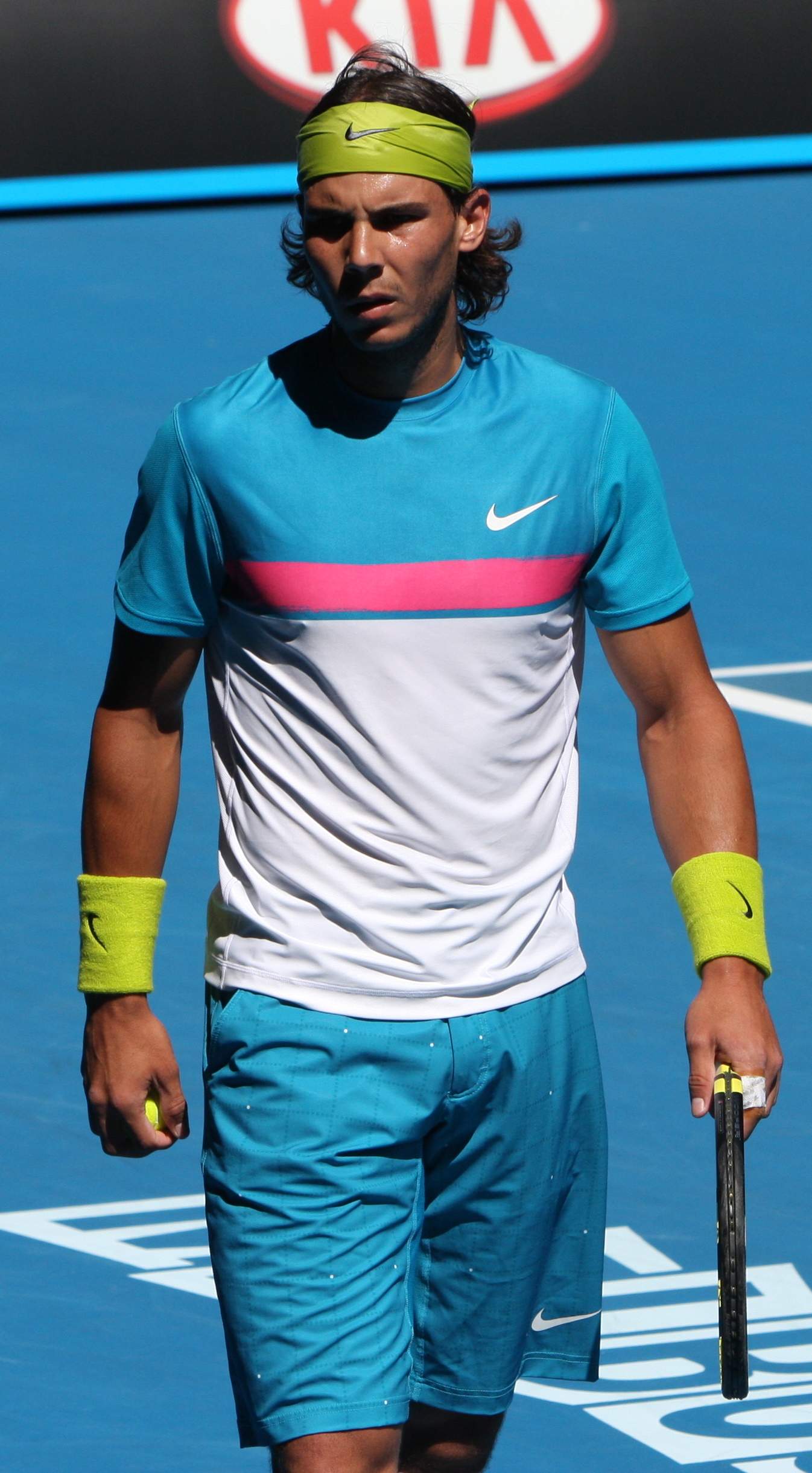
Nadal na Australian Open, 2009

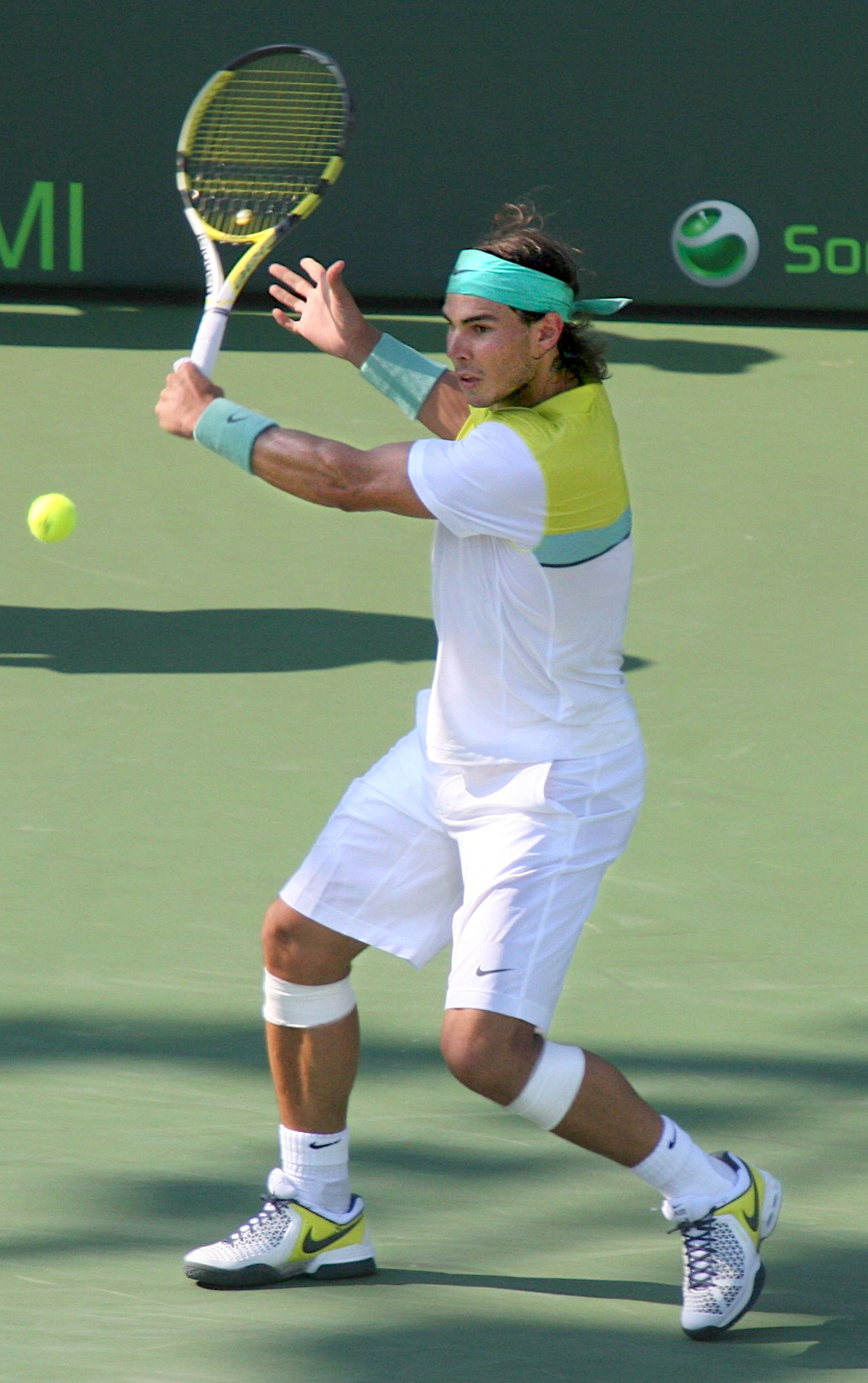
Nadal w Miami, 2009

Sezon 2009 Nadal rozpoczął od występu w Ad-Dausze, gdzie w ćwierćfinale uległ Gaëlowi Monfilsowi, a w trakcie imprezy Hiszpan otrzymał nagrodę 2008 ATP World Tour Champion za zakończenie poprzedniego sezonu na 1. pozycji w rankingu. W tej samej imprezie Nadal w parze z Markiem Lópezem zwyciężył w zawodach gry podwójnej, pokonując w finale liderów rankingu deblistów, parę Daniel Nestor – Nenad Zimonjić.
Podczas Australian Open Nadal bez straty seta doszedł do półfinału (pokonując po drodze m.in. Tommy’ego Haasa, Fernanda Gonzáleza i Gilles’a Simona). W półfinale pokonał w pięciu setach po trwającym 5 godzin i 14 minut meczu Fernando Verdasco 6:7(4), 6:4, 7:6(2), 6:7(1), 6:4. Było to zarazem najdłuższe spotkanie w historii Australian Open. W finale hiszpański tenisista spotkał się z Rogerem Federerem. Było to ich 19. spotkanie, ale pierwsze w turnieju wielkoszlemowym rozgrywanym na nawierzchni twardej. Tytuł w Australii zdobył Nadal, który wygrał w pięciu setach 7:5, 3:6, 7:6(3), 3:6, 6:2, odnosząc szóste zwycięstwo w imprezie tej rangi, lecz pierwsze na kortach twardych. Zwyciężając w Australian Open, Nadal stał się czwartym zawodnikiem w historii, który wygrał turnieje wielkoszlemowe na wszystkich trzech nawierzchniach (po Connorsie, Wilanderze i Agassim) oraz pierwszym zawodnikiem w erze open, który dzierżył na nich trzy tytuły jednocześnie. Został także pierwszym Hiszpanem, który zwyciężył w turnieju wielkoszlemowym rozgrywanym na kortach twardych.
Dwa tygodnie później Nadal wystąpił w halowej imprezie w Rotterdamie, osiągając finał, w którym przegrał w trzech setach z Andym Murrayem. Podczas decydującej partii hiszpański tenisista korzystał z pomocy fizjoterapeuty z powodu problemów ze ścięgnem w prawym kolanie. Uraz ten nie był bezpośrednio związany z przebytym zapaleniem ścięgien, jednak okazał być się na tyle poważny, że Hiszpan wycofał się z turnieju w Dubaju. W marcu Nadal reprezentował Hiszpanię w rozgrywkach Pucharu Davisa, wygrywając oba spotkania w meczu z Serbią (z Tipsareviciem i Đokoviciem). Następnie wystąpił w dwóch imprezach z cyklu Masters Series w Stanach Zjednoczonych. W Indian Wells wygrał 13. turniej tej rangi w karierze. W czwartej rundzie pokonał, po raz pierwszy w karierze, Davida Nalbandiana, broniąc wcześniej pięciu piłek meczowych. W kolejnych meczach wygrał z Juanem Martínem del Potro, Andym Roddickiem i w finale z Andym Murrayem. W rozgrywanym tydzień później turnieju w Miami doszedł do ćwierćfinału, gdzie przegrał z del Potro.
Wiosenny cykl rozgrywek hiszpański tenisista rozpoczął od występu w Monte Carlo, gdzie zwyciężył piąty raz z rzędu, pokonując po drodze m.in. Ivana Ljubičicia i Andy’ego Murraya, a w finale w trzech setach Novaka Đokovicia. Tym samym Hiszpan stał się pierwszym zawodnikiem, który zwyciężał w jednej imprezie cyklu Masters Series przez pięć kolejnych lat. Podczas imprezy odebrał także nagrodę ATP Player of the Year, którą otrzymał za występy w poprzednim sezonie. Nadal obronił następnie tytuł w Barcelonie (tę imprezę wygrał także piąty raz z rzędu), pokonując w finale Davida Ferrera. Tydzień później był najlepszy na rzymskich kortach Foro Italico, gdzie w finale ponownie pokonał Đokovicia. Po zwycięstwie w Rzymie ATP World Tour ogłosiło, że Rafael Nadal został pierwszym tenisistą, który zakwalifikował się do kończącego sezon ATP World Tour Finals. Ostatni turniej na nawierzchni ziemnej przed wielkoszlemowym Rolandem Garrosem Nadal rozegrał w Madrycie. W półfinale kolejny raz spotkał się z Đokoviciem, z którym rozegrał najdłuższe spotkanie w historii turniejów ATP Masters Series grane do dwóch wygranych setów, które ostatecznie wygrał 3:6, 7:6(5), 7:6(9), broniąc w trzeciej partii trzech piłek meczowych. W finale zmierzył się z Federerem, któremu uległ jednak w dwóch setach 4:6, 4:6, ponosząc ze Szwajcarem drugą porażkę na kortach ziemnych.

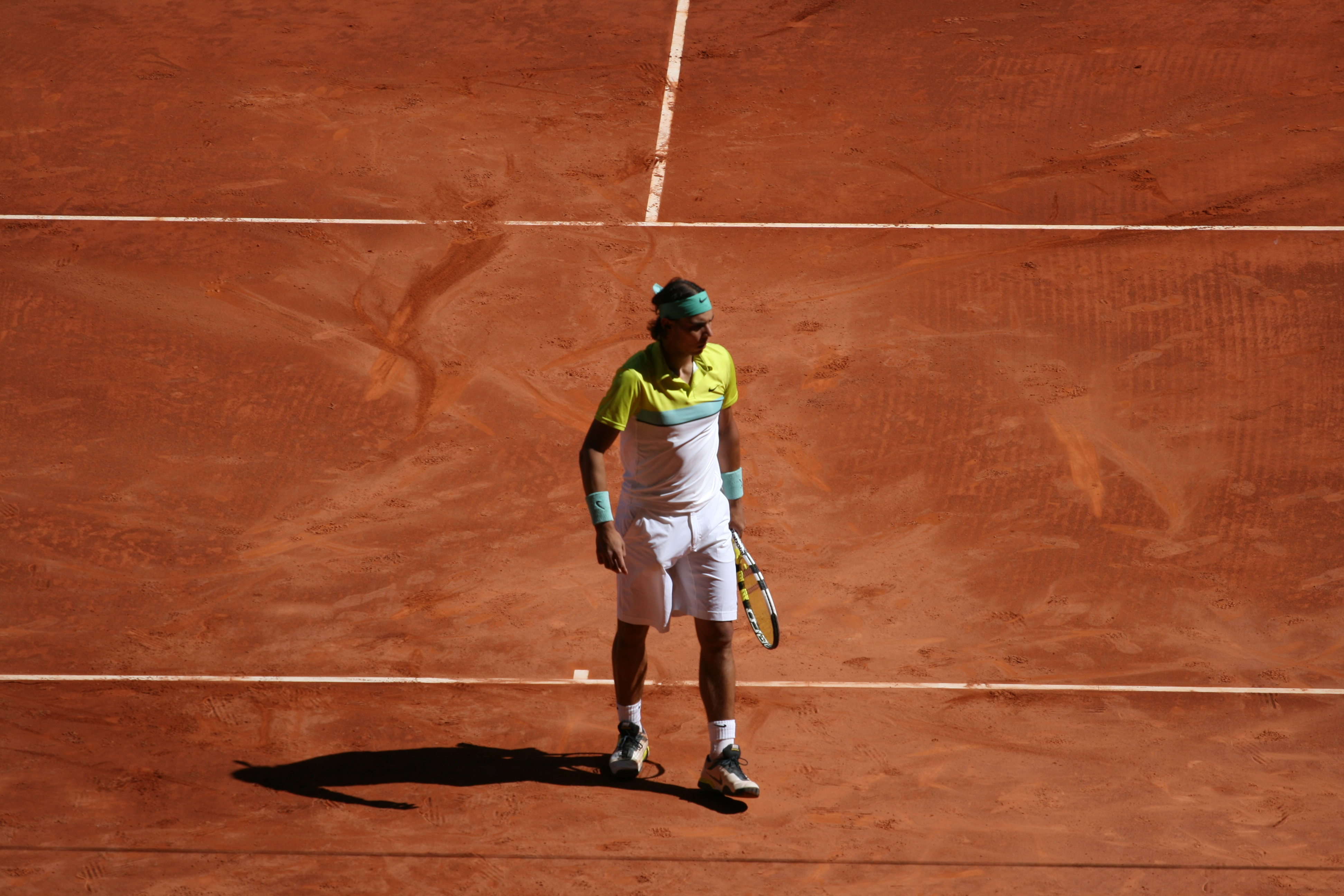
Nadal podczas turnieju w Madrycie, 2009

Mimo porażki w Madrycie Hiszpan przystępował do wielkoszlemowego French Open w roli faworyta. Nadal stanął przed szansą pobicia rekordu Björna Borga czterech kolejnych zwycięstw w paryskiej imprezie. Hiszpański tenisista doszedł bez straty do czwartej rundy, gdzie przegrał 2:6, 7:6(2), 4:6, 6:7(2) z Robinem Söderlingiem, a wynik ten został określony w mediach jako jedna z największych sensacji w historii dyscypliny. Nadal przyznał, że od kilku miesięcy grał z bolącymi kolanami i pod znakiem zapytania stanął jego występ w Wimbledonie. Ostatecznie z powodu zapalenia ścięgien w obu kolanach Hiszpan nie przystąpił do obrony tytułów wywalczonych w londyńskim Queen’s Club oraz na Wimbledonie. Z powodu absencji na londyńskich kortach Nadal z dniem 6 lipca 2009 utracił prowadzenie w rankingu ATP na rzecz Federera.
Po trwającej ponad 2 miesiące pauzie Hiszpan powrócił na korty podczas imprezy w Montrealu, gdzie bronił wywalczonego rok wcześniej tytułu. Odpadł jednak w ćwierćfinale, przegrywając z Juanem Martínem del Potro. Wraz z tą porażką Nadal spadł na 3. miejsce w rankingu, najniższe od 2005 roku. Tydzień później, podczas zawodów w Cincinnati odpadł w półfinale po porażce z Novakiem Đokoviciem. Podczas wielkoszlemowego US Open dotarł do półfinału, pokonując wcześniej m.in. Richarda Gasqueta, Gaëla Monfilsa i Fernando Gonzáleza, jednak w pojedynku o finał przegrał 2:6, 2:6, 2:6 z późniejszym zwycięzcą zawodów Juanem Martínem del Potro.
Po US Open Nadal wycofał się z turnieju w Bangkoku z powodu urazu mięśni brzucha, którego nabawił się podczas imprezy w Nowym Jorku. Podczas kolejnych turniejów w Azji hiszpański tenisista osiągnął półfinał w Pekinie (przegrana z Marinem Čiliciem) oraz finał w Szanghaju (przegrana z Dawydienką). W ostatniej imprezie cyklu Masters Series w sezonie rozgrywanej w Paryżu dotarł do półfinału, gdzie uległ Novakovi Đokoviciovi. W kończącym sezon turnieju ATP World Tour Finals rozgrywanym w Londynie Nadal przegrał wszystkie spotkania grupowe (z Robinem Söderlingiem, Nikołajem Dawydienką i ponownie z Novakiem Đokoviciem), nie wygrywając ani jednego seta.
W grudniu Hiszpan wystąpił w rozgrywkach finałowych Pucharu Davisa. Wygrał oba spotkania gry pojedynczej, pokonując kolejno Jana Hájka i Tomáša Berdycha, i po raz drugi w karierze zdobył to trofeum.

### Sezon 2010

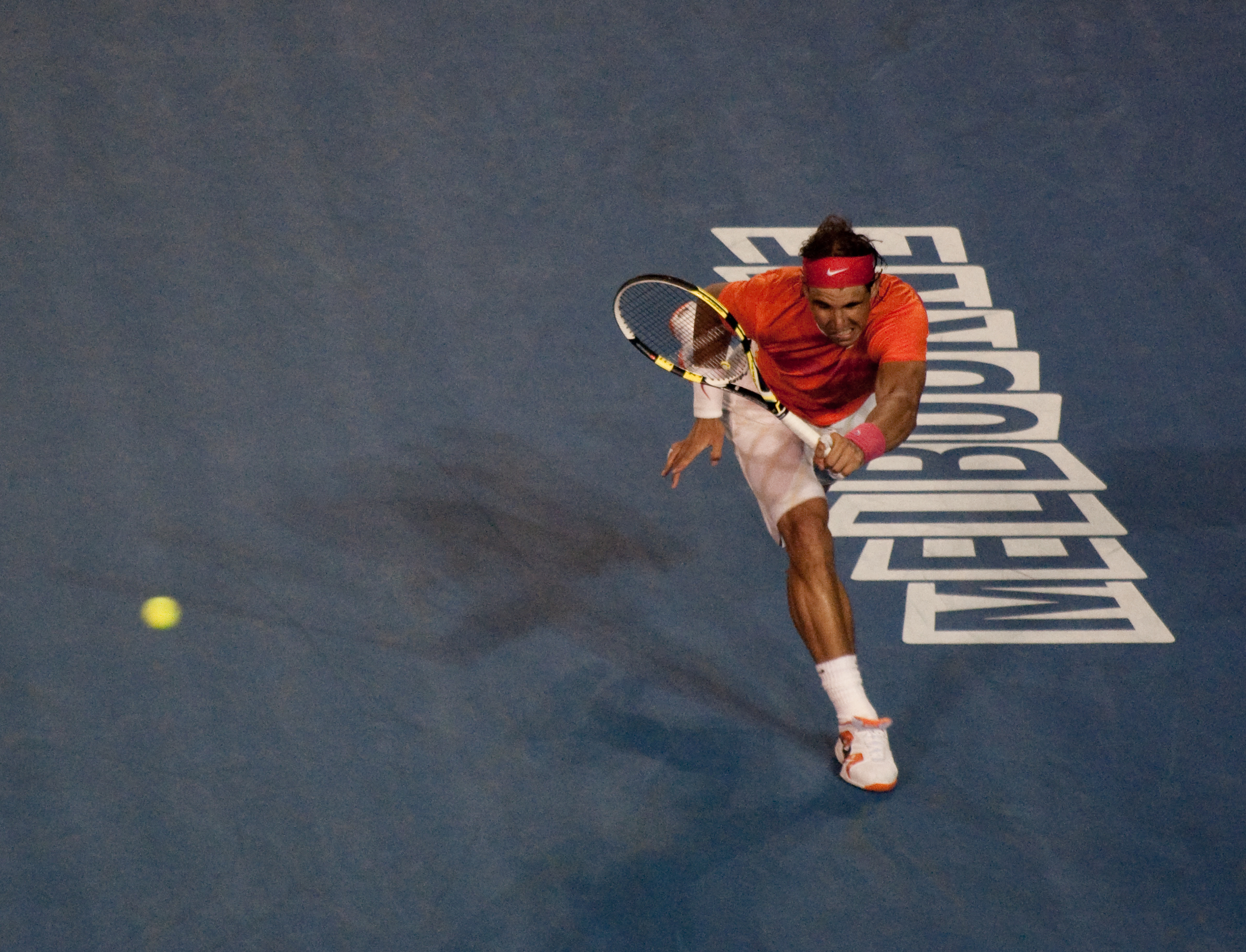
Nadal na Australian Open, 2010

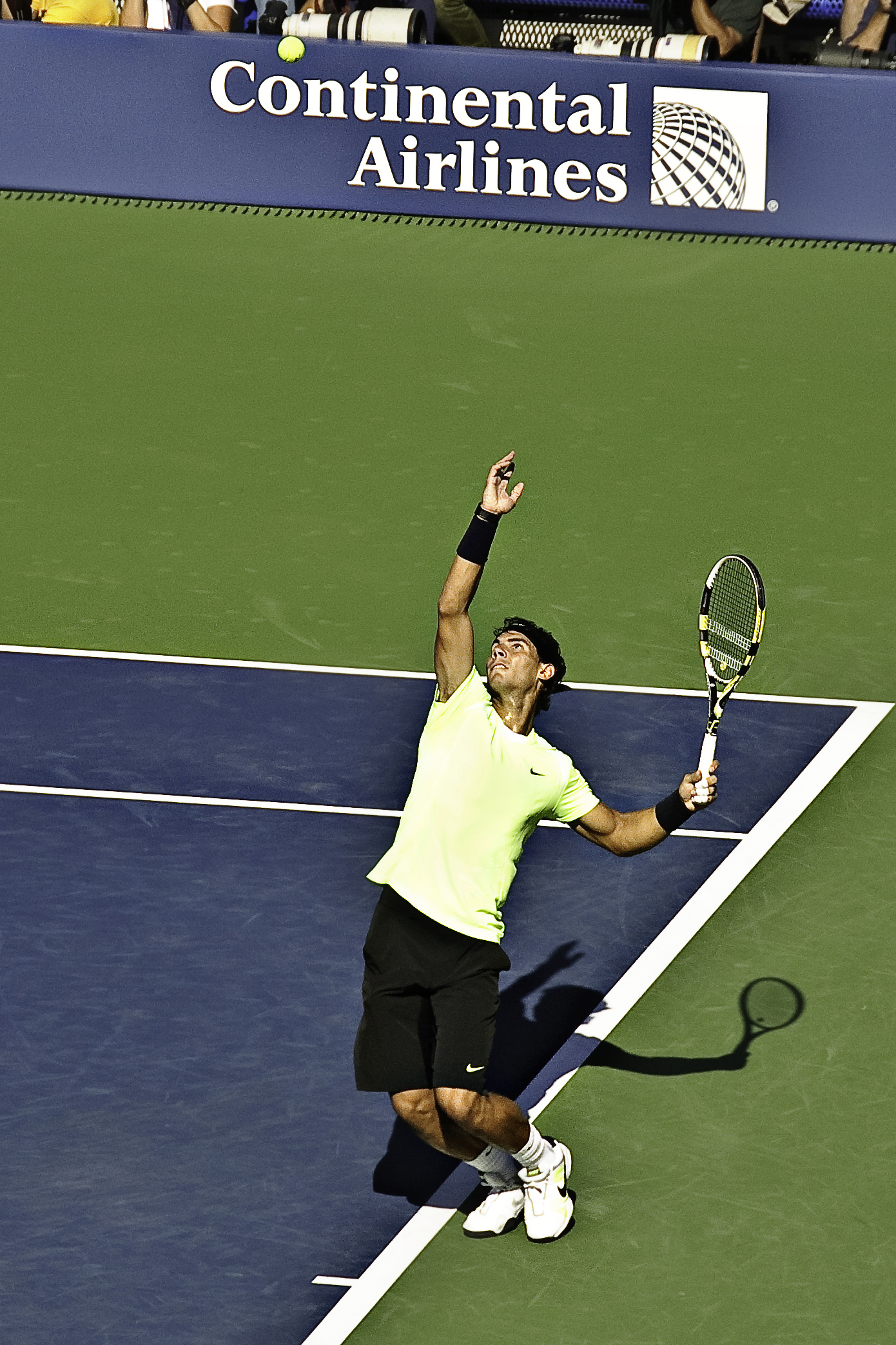
Nadal podczas US Open, 2010

Sezon 2010 Nadal rozpoczął od występu w Ad-Dausze, gdzie osiągnął finał. W decydującym spotkaniu uległ Nikołajowi Dawydience w trzech setach, nie wykorzystując w drugiej partii dwóch piłek meczowych. Podczas wielkoszlemowego Australian Open doszedł do ćwierćfinału, w którym uległ Andy’emu Murrayowi. Przy stanie 3:6, 6:7(2), 0:3 Hiszpan poddał mecz z powodu kontuzji kolana. Z powodu urazu Nadal wycofał się z halowego turnieju w Rotterdamie.
Hiszpański tenisista powrócił na korty podczas rozgrywek w Indian Wells, gdzie w półfinale przegrał z Ivanem Ljubičiciem. W tym samym turnieju Nadal (w parze z Markiem Lópezem) wygrał rywalizację deblistów, pokonując w finale parę Daniel Nestor – Nenad Zimonjić. Tydzień później, podczas imprezy w Miami także osiągnął półfinał, w którym lepszy okazał się Andy Roddick.
Sezon na kortach ziemnych Nadal rozpoczął od szóstego z rzędu zwycięstwa na kortach w Monte Carlo, poprawiając ustanowiony rok wcześniej rekord pod względem kolejnych zwycięstw w imprezie rangi ATP Masters Series. W drodze do finału pokonał m.in. Juana Carlosa Ferrero i Davida Ferrera, zaś w meczu finałowym wygrał 6:0, 6:1 z Fernando Verdasco. Po zwycięstwie w Monako Hiszpan wycofał się z turnieju w Barcelonie, gdzie wygrał wcześniej pięć razy z rzędu. W tym samym czasie Nadal przeszedł zabieg kolan, mający na celu doleczenie kontuzji, której nabawił się w Australii. Pod koniec kwietnia Hiszpan obronił tytuł w Rzymie, gdzie w finale pokonał 7:5, 6:2 Davida Ferrera. Było to jego piąte zwycięstwo na kortach Foro Italico. Nadal był także najlepszy w rozgrywanym dwa tygodnie później turnieju w Madrycie, w finale pokonując Rogera Federera 6:4, 7:6(5). Wygrywając w Madrycie, hiszpański tenisista odniósł 18. zwycięstwo w imprezie rangi Masters Series, czym pobił rekord należący do Andre Agassiego.

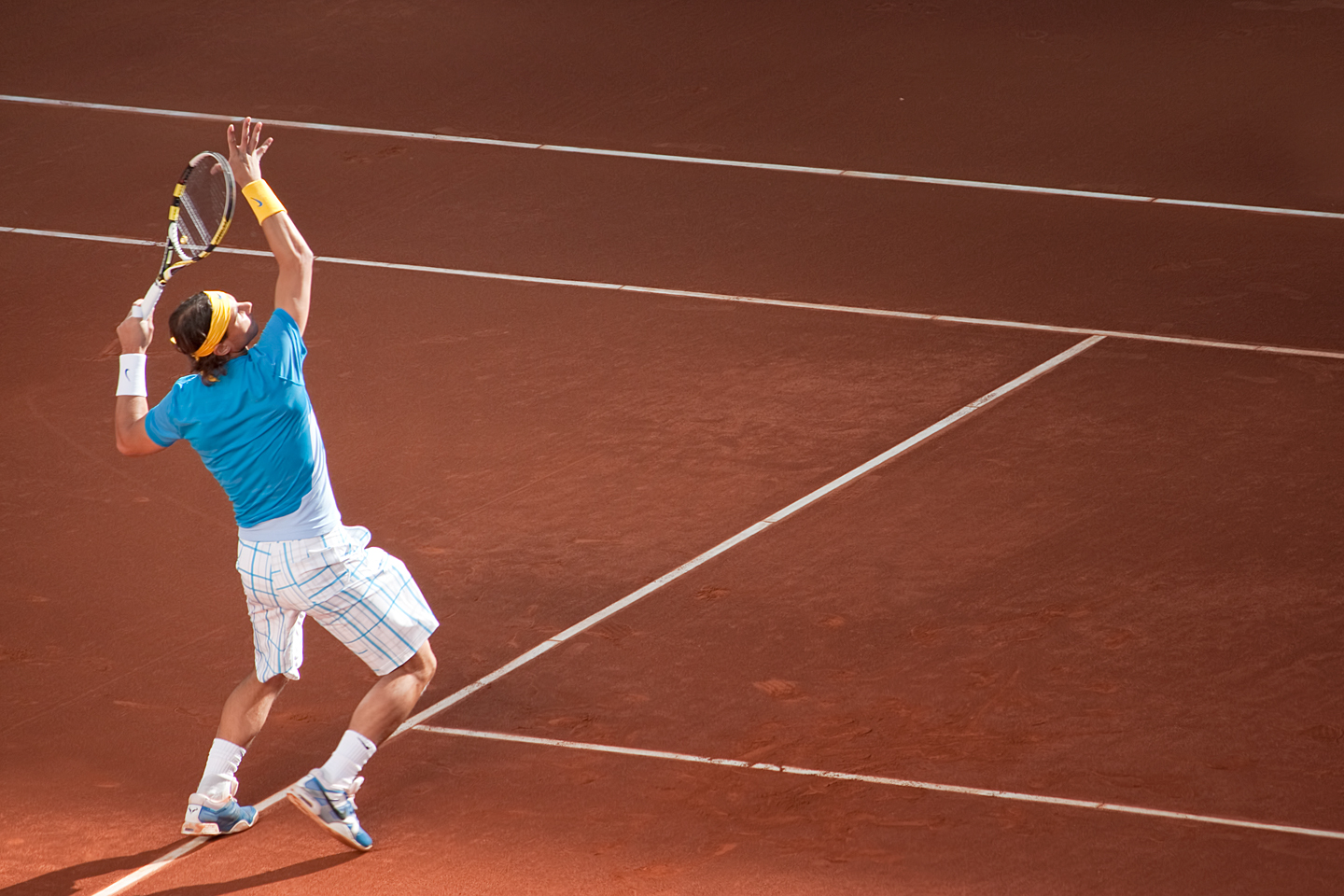
Nadal smeczujący w trakcie meczu w Madrycie, 2010

Nadal zakończył występy na kortach ziemnych startem w wielkoszlemowym French Open. Bez straty seta osiągnął finał, pokonując wcześniej m.in. Lleytona Hewitta, Nicolása Almagro oraz Jürgena Melzera. W decydującym spotkaniu Hiszpan zmierzył się z Robinem Söderlingiem i udanie zrewanżował się za poniesioną rok wcześniej porażkę, zwyciężając w trzech setach: 6:4, 6:2, 6:4. Było to jego siódme zwycięstwo wielkoszlemowe (piąte w Paryżu), dzięki któremu zrównał się w liczbie takich tytułów z Johnem McEnroe’em, Johnem Newcombe’em oraz Matsem Wilanderem. W związku ze słabszymi występami Rogera Federera po zwycięstwie na kortach Rolanda Garrosa Nadal ponownie objął prowadzenie w rankingu. Ponadto jako pierwszy zakwalifikował się do kończącego sezon ATP World Tour Finals. Podobnie jak w roku 2006 Hiszpan pozostał niepokonany na kortach ceglanych, odnosząc 22 kolejne zwycięstwa.
W następnym tygodniu Nadal wystąpił w turnieju w londyńskim Queen’s Club, rozgrywanym na nawierzchni trawiastej, w którym osiągnął ćwierćfinał. Podczas Wimbledonu Hiszpan rozegrał pięciosetowe pojedynki już we wczesnej fazie turnieju: w drugiej rundzie z Robinem Haase i w trzeciej z Philippem Petzschnerem, oba wygrywając w decydującej partii. Po zwycięstwie nad Petzschnerem Nadal został ukarany grzywną za rozmowy z trenerem w czasie spotkania (w tenisie męskim kontakty z trenerem w czasie meczu są zabronione). W ćwierćfinale w czterech setach pokonał Robina Söderlinga, zaś w półfinale bez straty seta Andy’ego Murraya, awansując do finału, w którym zmierzył się z Tomášem Berdychem. Hiszpański tenisista wygrał 6:3, 7:5, 6:4, powtarzając osiągnięcie z 2008 roku.
Po miesięcznej przerwie Nadal powrócił do rywalizacji podczas imprezy z cyklu ATP Masters Series w Toronto, gdzie osiągnął półfinał, w którym uległ późniejszemu zwycięzcy turnieju Andy’emu Murrayowi. W rozgrywanym tydzień później turnieju w Cincinnati odpadł w ćwierćfinale, przegrywając z Markosem Pagdatisem. Podczas US Open Hiszpan bez straty seta dotarł do ćwierćfinału, w którym wygrał z Fernando Verdasco. W półfinale pokonał 6:2, 6:3, 6:4 Michaiła Jużnego i w finale zagrał z Novakiem Đokoviciem. Nadal wygrał opóźnione (finał odbył się w poniedziałek zamiast w niedzielę) i przerywane przez opady deszczu spotkanie 6:4, 5:7, 6:4, 6:2 i skompletował Karierowego Wielkiego Szlema oraz Karierowego Złotego Wielkiego Szlema. Został on zarazem najmłodszym zawodnikiem w erze open, który dokonał tej sztuki oraz pierwszym, który wygrał w jednym roku trzy turnieje wielkoszlemowe na wszystkich trzech nawierzchniach. Wraz z tym zwycięstwem Nadal zapewnił sobie zakończenie roku na pozycji lidera rankingu.
Po przerwie Hiszpan wystąpił w trzech turniejach w Azji. Najpierw zagrał w imprezie w Bangkoku, gdzie w półfinale przegrał z Guillermo Garcią Lopezem. Następnie odniósł siódme zwycięstwo w sezonie, wygrywając turniej w Tokio, pokonując w półfinale Viktora Troickiego (Nadal bronił w tym spotkaniu piłek meczowych), a w finale 6:1, 7:5 Gaëla Monfilsa. Na zakończenie azjatyckiego tournée Hiszpan wystąpił w turnieju z cyklu ATP Masters Series w Szanghaju, gdzie uległ w trzeciej rundzie Jürgenowi Melzerowi. W listopadzie Nadal wycofał się z powodu zapalenia ścięgna w lewym barku z ostatniego w tym roku turnieju Masters w paryskiej hali Bercy. Po miesięcznej przerwie wystąpił w zamykającym sezon ATP World Tour Finals w Londynie. W fazie grupowej wygrał wszystkie spotkania (z Andym Roddickiem, Novakiem Đokoviciem i Tomášem Berdychem), a w półfinale po trwającym ponad 3 godziny spotkaniu pokonał Andy’ego Murraya wynikiem 7:6(5), 3:6, 7:6(6) i po raz pierwszy w karierze osiągnął finał tych rozgrywek. W finale zmierzył się po raz 22. w karierze z Rogerem Federerem, który tym razem pokonał Hiszpana 6:3, 3:6, 6:1 i zdobył tytuł. W roku 2010 Nadal po raz drugi w karierze otrzymał wyróżnienia ATP World Tour Champion oraz ATP Player of the Year.

### Sezon 2011

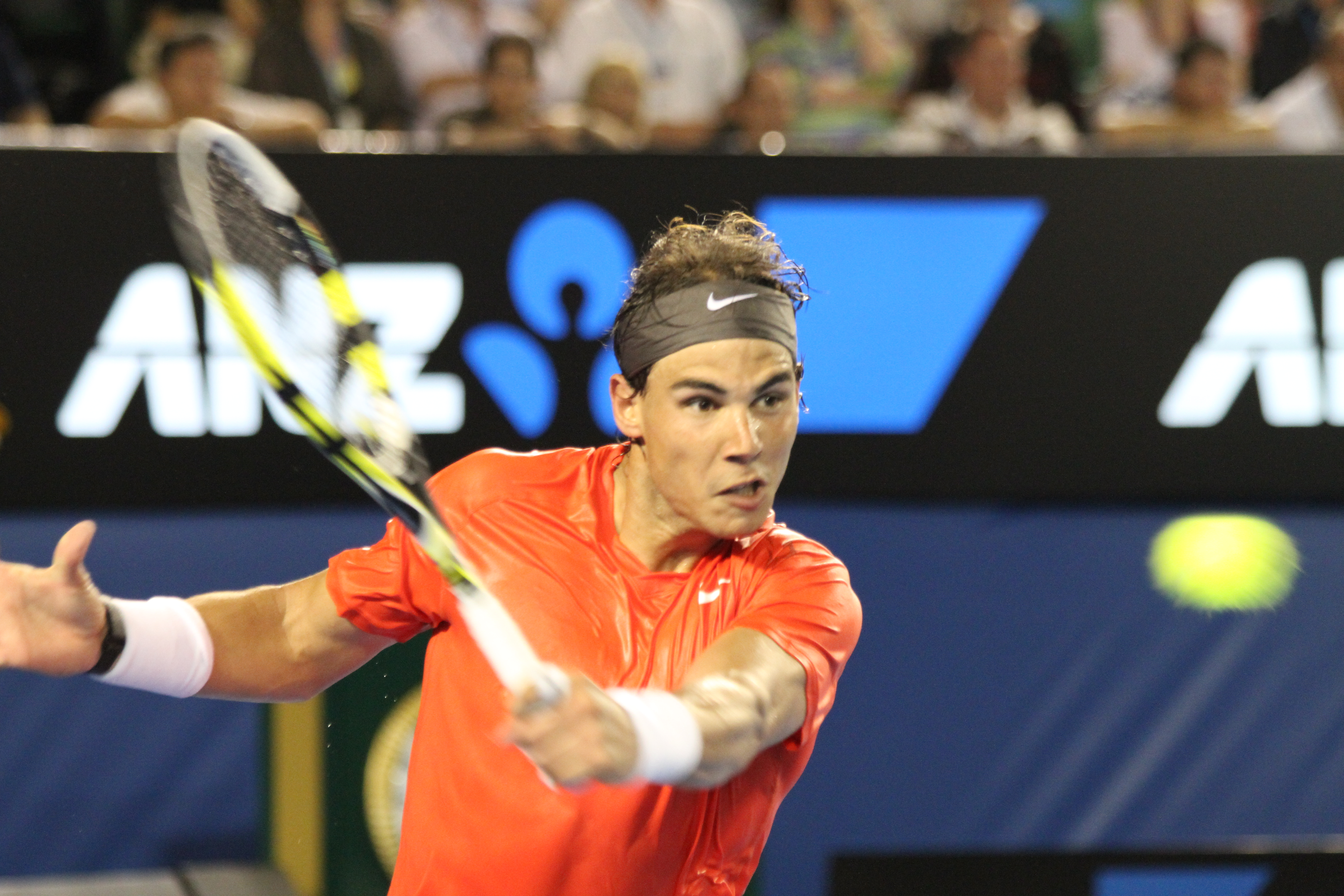
Nadal na Australian Open, 2011

Nadal rozpoczął nowy sezon od turnieju w Ad-Dausze, gdzie w półfinale przegrał z Nikołajem Dawydienką. Ponadto w parze z Markiem Lópezem wygrał rywalizację deblistów, w finale pokonując parę Daniele Bracciali – Andreas Seppi w stosunku 6:3, 7:6(4). Przez cały turniej Hiszpan zmagał się z gorączką.
Podczas Australian Open bez straty seta doszedł do ćwierćfinału, pokonując m.in. Feliciano Lópeza i Marina Čilicia. Widoczne było jednak, że hiszpański tenisista nie doszedł do pełni sił po przebytej w Azji chorobie. W ćwierćfinale Nadal spotkał się z rodakiem Davidem Ferrerem. Podczas trzeciego gema w pierwszym secie Hiszpan nadciągnął ścięgno podkolanowe, przez co musiał zejść do szatni i skorzystać z pomocy lekarza. Uraz okazał się być na tyle poważny, że uniemożliwił grę na najwyższym poziomie. Wyraźnie unikał stawania na lewej drodze, co nie pozwalało na swobodne operowanie backhandem oraz prowadzenie długich wymian zza linii końcowej. Ostatecznie Ferrer wygrał 6:4, 6:2, 6:3.

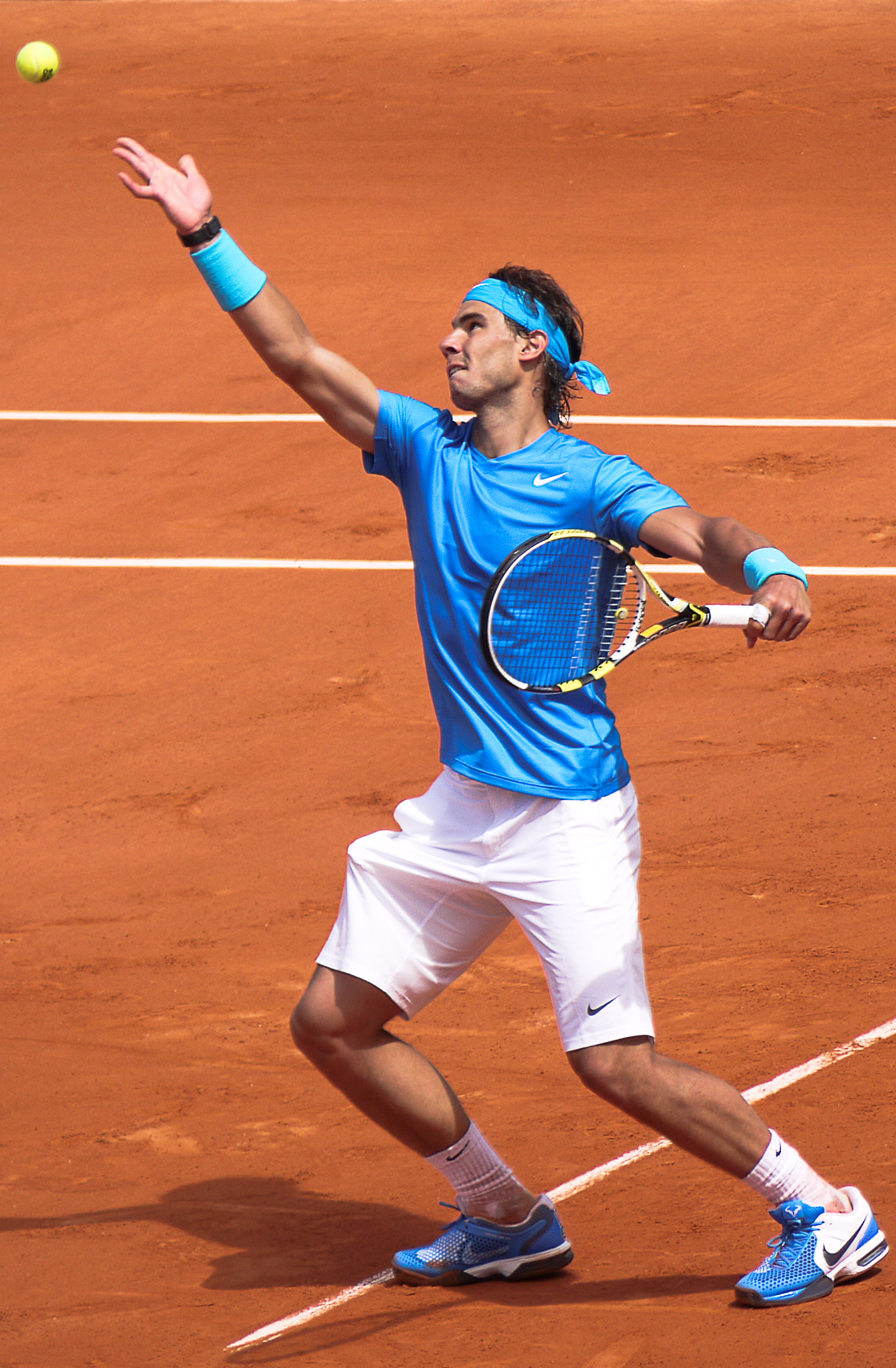
Nadal serwujący podczas French Open, 2011

Po trwającej ponad miesiąc przerwie hiszpański tenisista powrócił podczas rozgrywek Pucharu Davisa, w meczu przeciw reprezentacji Belgii. Zdobył on dwa punkty dla swojej drużyny, pokonując Rubena Bemelmansa oraz Oliviera Rochusa. Następnie wystąpił w dwóch prestiżowych turniejach Masters rozgrywanych w Stanach Zjednoczonych. Podczas imprezy w Indian Wells osiągnął finał, w którym zmierzył się z Novakiem Đokoviciem i uległ mu 6:4, 3:6, 2:6. Tydzień później w Miami również osiągnął finał (w półfinale pokonał bez straty seta Rogera Federera), w którym ponownie spotkał się z Đokoviciem. Serb ponownie okazał się lepszy, wygrywając 4:6, 6:3, 7:6(4). Był to pierwszy sezon w karierze Nadala, kiedy osiągnął finał zarówno w Indian Wells, jak i w Miami.
Hiszpański tenisista rozpoczął rozgrywki na kortach ziemnych od obronienia tytułu w Monte Carlo, w półfinale pokonując w trzech setach Andy’ego Murraya, zaś w finale 6:4, 7:5 Davida Ferrera. Wygrywając w Monte Carlo, Nadal stał się samodzielnym rekordzistą pod względem kolejnych triumfów w jednym turnieju (było to jego siódme kolejne zwycięstwo) i zdobył 19. tytuł w imprezie rangi ATP Masters Series. Tydzień później Hiszpan odniósł kolejny sukces, po raz szósty w karierze wygrywając turniej w Barcelonie. W decydującym spotkaniu pokonał w dwóch setach, podobnie jak w Monte Carlo, Davida Ferrera. Nadal stał się zarazem jedynym zawodnikiem w historii, który zwyciężał w dwóch turniejach co najmniej sześciokrotnie. Ponadto półfinałowa wygrana nad Ivanem Dodigiem była jego 500. zwycięstwem w zawodowej karierze. Po tygodniowej przerwie przystąpił do obrony wywalczonego rok wcześniej tytułu w Madrycie. Bez straty seta doszedł do półfinału, w którym w trzech setach pokonał Rogera Federera, a w finale spotkał się ponownie z Đokoviciem. Podobnie jak w Indian Wells i w Miami lepszy okazał się Serb, który wygrał 7:5, 6:4, przerywając trwającą od 2009 roku passę 37 kolejnych zwycięstw Nadala na nawierzchni ziemnej. Była to pierwsza porażka Hiszpana z serbskim tenisistą poniesiona na nawierzchni ceglanej. Ostatnim występem Nadala przed wielkoszlemowym French Open był turniej w Rzymie, gdzie bronił tytułu. Hiszpan doszedł do finału, w którym po raz czwarty w sezonie zmierzył się z Novakiem Đokoviciem i poniósł czwartą porażkę. Serb wygrał 6:4, 6:4 i odniósł 37. kolejne zwycięstwo w sezonie. Awansując do finału w Rzymie, Nadal stał się pierwszym zawodnikiem w historii, który osiągnął finał w pięciu kolejnych turniejach Masters. Występ we French Open Hiszpan rozpoczął od pięciosetowego meczu z Johnem Isnerem, który wygrał 6:4, 6:7(2), 6:7(2), 6:2, 6:4. Było to pierwsze spotkanie Nadala w historii jego występów na kortach Rolanda Garrosa, w którym zagrał wszystkie pięć partii. Następnych pięć spotkań wygrał bez straty seta, pokonując m.in. w ćwierćfinale Robina Söderlinga, a w półfinale Andy’ego Murraya. W decydującym meczu zmierzył się z Rogerem Federerem (był to ich czwarty finał w tej imprezie). Nadal wygrał 7:5, 7:6(3), 5:7, 6:1 i zdobył dziesiąty wielkoszlemowy tytuł w karierze. Zwycięstwem tym wyrównał rekord Björna Borga sześciu triumfów we French Open.

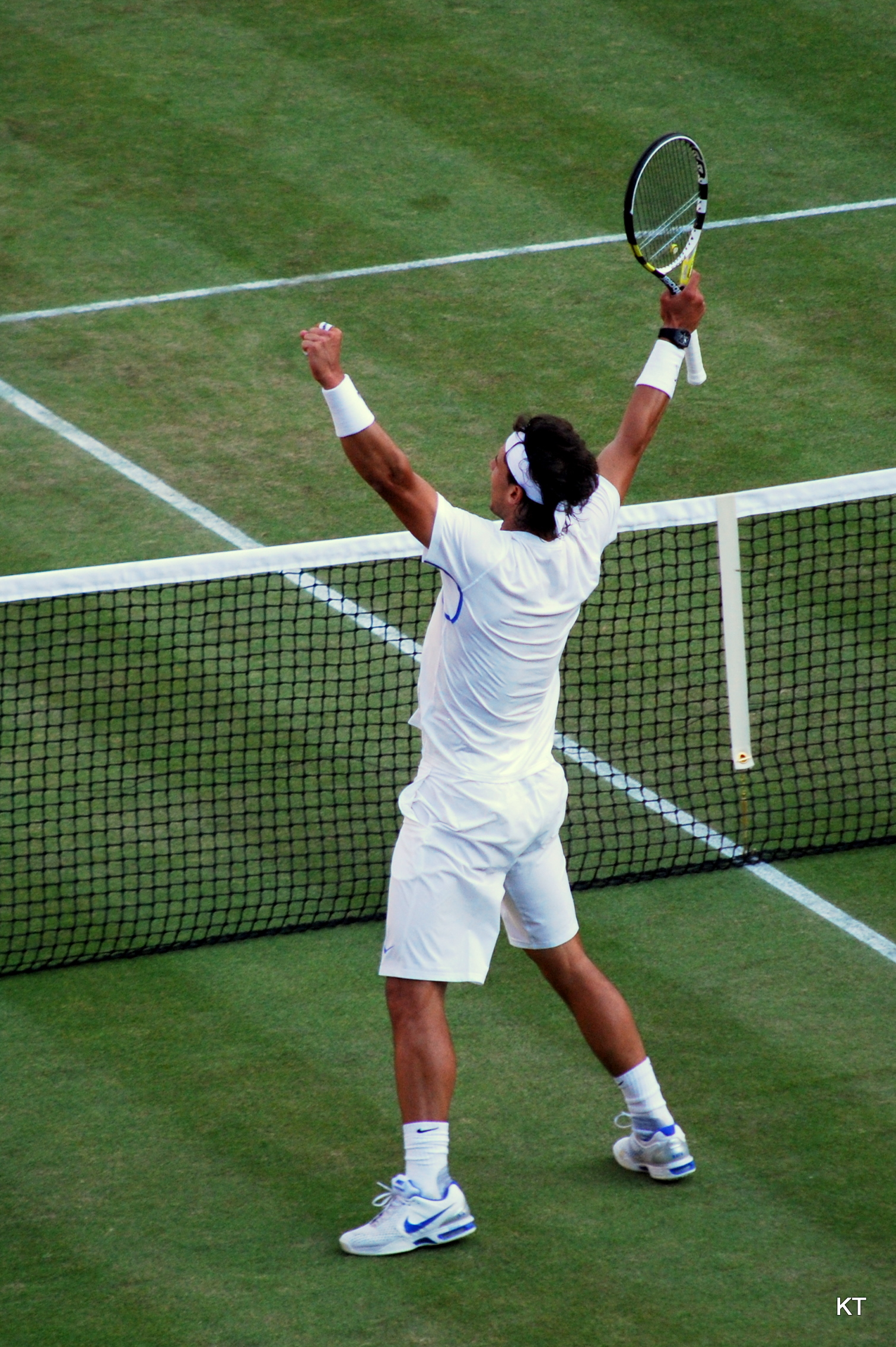
Nadal podczas Wimbledonu, 2011

Krótki okres rozgrywek na kortach trawiastych Nadal rozpoczął od występu na londyńskich kortach Queen’s Clubu, gdzie, podobnie jak rok wcześniej, osiągnął ćwierćfinał. Dzięki temu wynikowi Hiszpan zakwalifikował się do kończącego sezon turnieju ATP World Tour Finals. Tydzień później Nadal przystąpił do obrony wywalczonego rok wcześniej tytułu na wielkoszlemowym Wimbledonie. Bez straty seta osiągnął czwartą rundę, w której zmierzył się Juanem Martínem del Potro. Pod koniec pierwszej partii tego spotkania, Nadal doznał urazu lewej kostki i niezbędna była interwencja lekarza. Ostatecznie Hiszpan wygrał w czterech setach, a przeprowadzone po meczu badania wykazały, że będzie mógł kontynuować udział w turnieju (kolejne rundy grał ze znieczuleniem). W czterech setach wygrał także pojedynki ćwierćfinałowy i półfinałowy (z Mardym Fishem i Andym Murrayem) osiągając piąty w karierze finał Wimbledonu. Zmierzył się w nim po raz piąty w sezonie z Novakiem Đokoviciem i poniósł piątą porażkę, przegrywając 4:6, 1:6, 6:1, 3:6. Serb przerwał jednocześnie serię 20 kolejnych zwycięstw Nadala na kortach Wimbledonu. Była to pierwsza porażka Nadala w wielkoszlemowym finale od 2007 roku i dzień później Hiszpan spadł na drugie miejsce w rankingu ATP.
Hiszpański tenisista wznowił występy podczas sierpniowego turnieju Masters Series w Montrealu, gdzie niespodziewanie przegrał w drugiej rundzie z Ivanem Dodigiem. Tydzień później osiągnął ćwierćfinał imprezy w Cincinnati, w którym poniósł pierwszą w karierze porażkę z Mardym Fishem. W wielkoszlemowym US Open, Nadal bez straty seta osiągnął półfinał, w którym zmierzył się – podobnie jak podczas French Open i Wimbledonu – z Andym Murrayem, którego pokonał w czterech setach, awansując do trzeciego wielkoszlemowego finału w sezonie i 14. w karierze. W decydującym pojedynku (rozegranie finału opóźniono o jeden dzień z powodu opadów deszczu) Hiszpan musiał jednak ponownie uznać wyższość Novaka Đokovicia, któremu uległ 2:6, 4:6, 7:6(3), 1:6. W tym samym tygodniu Nadal wystąpił w barwach Hiszpanii w półfinale Pucharu Davisa, gdzie zdobył dwa punkty w grze pojedynczej. Bez straty seta pokonał Richarda Gasqueta i Jo-Wilfrieda Tsongę i Hiszpania po raz ósmy awansowała do finału tych rozgrywek.
Nadal powrócił na korty w październiku, podczas zawodów w Tokio, gdzie bronił tytułu. Hiszpan bez straty seta osiągnął finał, w którym uległ 6:3, 2:6, 0:6 Andy’emu Murrayowi. Tydzień później odpadł w trzeciej rundzie turnieju Masters w Szanghaju, przegrywając z Florianem Mayerem. Nadal nie zagrał w żadnym turnieju z cyklu jesiennych rozgrywek halowych w Europie (podobnie jak w 2010 roku wycofał się z turnieju Masters w Paryżu). Podczas kończących sezon ATP World Tour Finals w Londynie, doznał w fazie grupowej dwóch porażek (z Rogerem Federerem i Jo-Wilfriedem Tsongą) i odpadł już w pierwszej fazie rozgrywek. Nadal zakończył sezon występem w finale Pucharu Davisa w Sewilli, w którym pokonał Juana Mónaco oraz Juana Martína del Potro. Dzięki tym zwycięstwom reprezentacja Hiszpanii zwyciężyła w rozgrywkach, a dla Nadala był to trzeci wygrany Puchar Davisa w karierze.

### Sezon 2012
Nadal rozpoczął sezon 2012 od udziału w turnieju w Ad-Dausze. W pierwszych dwóch rundach pokonał Niemców: Philippa Kohlschreibera oraz Denisa Gremelmayra. W kolejnym pojedynku pokonał rozstawionego z numerem siódmym Michaiła Jużnego w dwóch setach. W spotkaniu półfinałowym uległ Francuzowi Gaëlowi Monfilsowi po przegraniu dwóch setów.
W kolejnym turnieju, wielkoszlemowym Australian Open, Nadal bez straty seta osiągnął ćwierćfinał, w którym zmierzył się z Tomášem Berdychem. Spotkanie zakończyło się wynikiem 6:7(5), 7:6(6), 6:4, 6:3. W trakcie trwania pierwszego seta zmagania, w kluczowym momencie, sędzia odrzucił prośbę Nadala o dotyczącą sprawdzenia ostatniej piłki. Tłumaczył, że przepisy nakazują natychmiastowe zgłoszenie chęci sprawdzenia, a Nadal zrobił to za późno. W meczu półfinałowym grał przeciwko Rogerowi Federerowi (była to ich 27. konfrontacja). Również to spotkanie zostało wygrane przez zwycięzcę Australian Open z 2009 roku. Mecz zakończył się wynikiem 6:7(5), 6:2, 7:6(5), 6:4 dla Nadala. W meczu o mistrzostwo, Rafael Nadal zmierzył się z obrońcą tytułu sprzed roku, Novakiem Đokoviciem. Mecz na twardych kortach w Melbourne Park trwał pięć godzin i 53 minuty i był najdłuższym wielkoszlemowym finałem w historii. W pojedynku górą był Serb, który pokonał rywala 5:7, 6:4, 6:2, 6:7(5), 7:5.
Po trwającej ponad miesiąc przerwie (Hiszpan wycofał się z turnieju w Dubaju) Nadal powrócił do startów podczas zawodów w Indian Wells, gdzie w półfinale uległ 3:6, 4:6 Rogerowi Federerowi. Tydzień później, w Miami, hiszpański tenisista oddał walkowerem półfinałowy pojedynek z Andym Murrayem z powodu zapalenia ścięgna w kolanie.
Nadal udanie zainaugurował rozgrywki na kortach ziemnych. Wygrywając po raz ósmy z rzędu na kortach w Monte Carlo został pierwszym tenisistą w erze open, który wygrał jeden turniej osiem razy z rzędu. Hiszpan także wysunął się na prowadzenie pod względem wygranych turniejów Masters, wyprzedzając ze swoimi 20 zwycięstwami Rogera Federera. W finale zawodnik z Majorki przerwał passę siedmiu kolejnych porażek z Novakiem Đokoviciem i pokonał Serba 6:3, 6:1. Następnie Nadal obronił tytuł w Barcelonie, gdzie triumfował po raz siódmy w karierze, stając się pierwszym zawodnikiem mającym na koncie co najmniej siedem triumfów w dwóch różnych imprezach.
W czerwcu brał udział w wielkoszlemowym French Open, którego wygrał po raz siódmy w karierze. Do finału wszedł bez straty seta. Spotkał się w nim z Novakiem Đokoviciem. Rafael Nadal w finałowym pojedynku zwyciężył wynikiem 6:4, 6:3, 2:6, 7:5. Następnie Nadal wziął udział w turnieju ATP w Halle. Tenisista hiszpański odpadł w ćwierćfinale po przegranym pojedynku z Philippem Kohlschreiberem 3:6, 4:6. Na Wimbledonie Hiszpan doszedł do drugiej rundy. Przegrał w niej po pięciosetowym pojedynku z Lukášem Rosolem.
Z powodu kontuzji kolana Nadal musiał wycofać się z igrzysk olimpijskich, na których miał być chorążym reprezentacyjnym. Wkrótce później zapowiedział także nieobecność na turniejach rangi Masters Series w Toronto oraz Cincinnati, jak również absencję podczas US Open 2012. W październiku przedstawiciele pokazowego turnieju w Abu Zabi zapowiedzieli, że Rafael Nadal wystąpi w tychże zawodach i powróci po prawie półrocznej przerwie do rywalizacji z innymi tenisistami, lecz w grudniu Hiszpan poinformował, że z powodu wirusowej infekcji żołądkowej rezygnuje z gry w turnieju.

### Sezon 2013
Pod koniec grudnia 2012 roku Rafael Nadal zapowiedział swoją absencję podczas turniejów w Dausze oraz w Melbourne, którą spowodowała choroba wirusowa żołądka uniemożliwiająca Hiszpanowi odpowiednie przygotowanie się do zawodów. Tenisista oznajmił przy tym, że planuje powrót do profesjonalnych rozgrywek pod koniec lutego w Acapulco, zaznaczając, że bierze pod uwagę możliwość udziału w turnieju mniejszej rangi przed tym terminem. Nieobecność Majorkanina na Australian Open skutkowała opuszczeniem przez niego czołowej czwórki rankingu singlowego, w której znajdował się nieprzerwanie od 2005 roku.
Zgodnie z wcześniejszymi zapowiedziami, Nadal postanowił wystąpić w zawodach w chilijskim Viña del Mar. W zawodach singlowych grał z dziką kartą jako rozstawiony z numerem pierwszym. Występ w turnieju rozpoczął od pokonania w drugiej rundzie Federico Delbonisa w dwóch setach. Następnie zwyciężył także z Danielem Gimeno-Traverem i Jérémym Chardym. W meczu finałowym uległ Horacio Zeballosowi wynikiem 7:6(2), 6:7(6), 4:6. W zawodach deblowych, w których grał wspólnie z Juanem Mónaco, także osiągnął finał. W ostatnim pojedynku para uległa deblowi Paolo Lorenzi–Potito Starace 2:6, 4:6. W kolejnym tygodniu wygrał w zawodach singlowych na turnieju rangi ATP World Tour 250 w São Paulo. W meczu drugiej rundy pokonał João Souzę, a w dalszych pojedynkach zwyciężył także z trzema Argentyńczykami: Carlosem Berlocqiem, Martínem Alundem oraz, w finale, z Davidem Nalbandianem. W rywalizacji deblistów razem z Nalbandianem osiągnęli ćwierćfinał, w którym spotkanie z Oliverem Marachem i Horacio Zeballosem oddali walkowerem.
Na przełomie lutego i marca Nadal wystąpił w Acapulco, w którym odniósł triumf. W całych zawodach nie stracił seta, wygrywając z trzema Argentyńczykami i dwoma Hiszpanami. W finałowym pojedynku zwyciężył z Davidem Ferrerem 6:0, 6:2. Następnie Majorkanin zagrał w pokazowym turnieju BNP Paribas Showdown 2013, który był zorganizowany z okazji obchodów Światowego Dnia Tenisa. W spotkaniu z del Potro poległ 6:7(4), 4:6. W rozgrywanym na tym samym obiekcie, już oficjalnym turnieju w Indian Wells, zwyciężył w rywalizacji singlistów. W turnieju pokonał m.in. Federera w ćwierćfinale, Berdycha w półfinale, a w meczu mistrzowskim zrewanżował się del Potro. Nie uczestniczył w zawodach w Miami. Następnie wziął udział w rywalizacji w Monte Carlo, gdzie doszedł do finału. Ośmiokrotny triumfator tych zawodów tym razem uległ Đokoviciowi wynikiem 2:6, 6:7(1).
Pod koniec kwietnia Hiszpan wziął udział w zawodach w Barcelonie. W finale pokonał Nicolása Almagro 6:4, 6:3, a w całym turnieju nie stracił seta. Następnymi rozgrywkami w sezonie, w których Nadal wziął udział, był turniej w Madrycie. Po pokonaniu m.in. Davida Ferrera w ćwierćfinale i Pablo Andújara w półfinale, w meczu mistrzowskim zwyciężył ze Stanislasem Wawrinką 6:2, 6:4. W kolejnym tygodniu Majorkanin grał w Rzymie. W drodze po siódmy w karierze triumf w tym mieście pokonał m.in. Davida Ferrera w meczu ćwierćfinałowym i Tomáša Berdycha w półfinale. W meczu mistrzowskim zwyciężył z Federerem, oddając mu cztery gemy.
Obronę tytułu wielkoszlemowego w Paryżu Hiszpan zakończył pomyślnie. W początkowych czterech meczach stracił dwa sety, a w ćwierćfinale wygrał ze Stanislasem Wawrinką 6:2, 6:3, 6:1. Ponad czteroipółgodzinny półfinałowy pojedynek z Novakiem Đokoviciem zakończył się zwycięstwem Majorkanina 6:4, 3:6, 6:1, 6:7(2), 9:7. W meczu mistrzowskim pokonał Davida Ferrera 6:3, 6:2, 6:3. Po raz ósmy triumfował na kortach Stade Roland Garros, czego nikt inny w erze open nie dokonał. Mimo osiągniętego wyniku, Hiszpan spadł w rankingu singlowym o jedną pozycję na rzecz pokonanego rodaka. Udział w trzecim wielkoszlemowym turnieju w sezonie Nadal zakończył po pierwszym meczu. Uległ w nim 6:7(4), 6:7(8), 4:6 Steve’owi Darcisowi. Była to jego premierowa porażka w pierwszej rundzie rywalizacji wielkoszlemowej w karierze.

## Styl gry

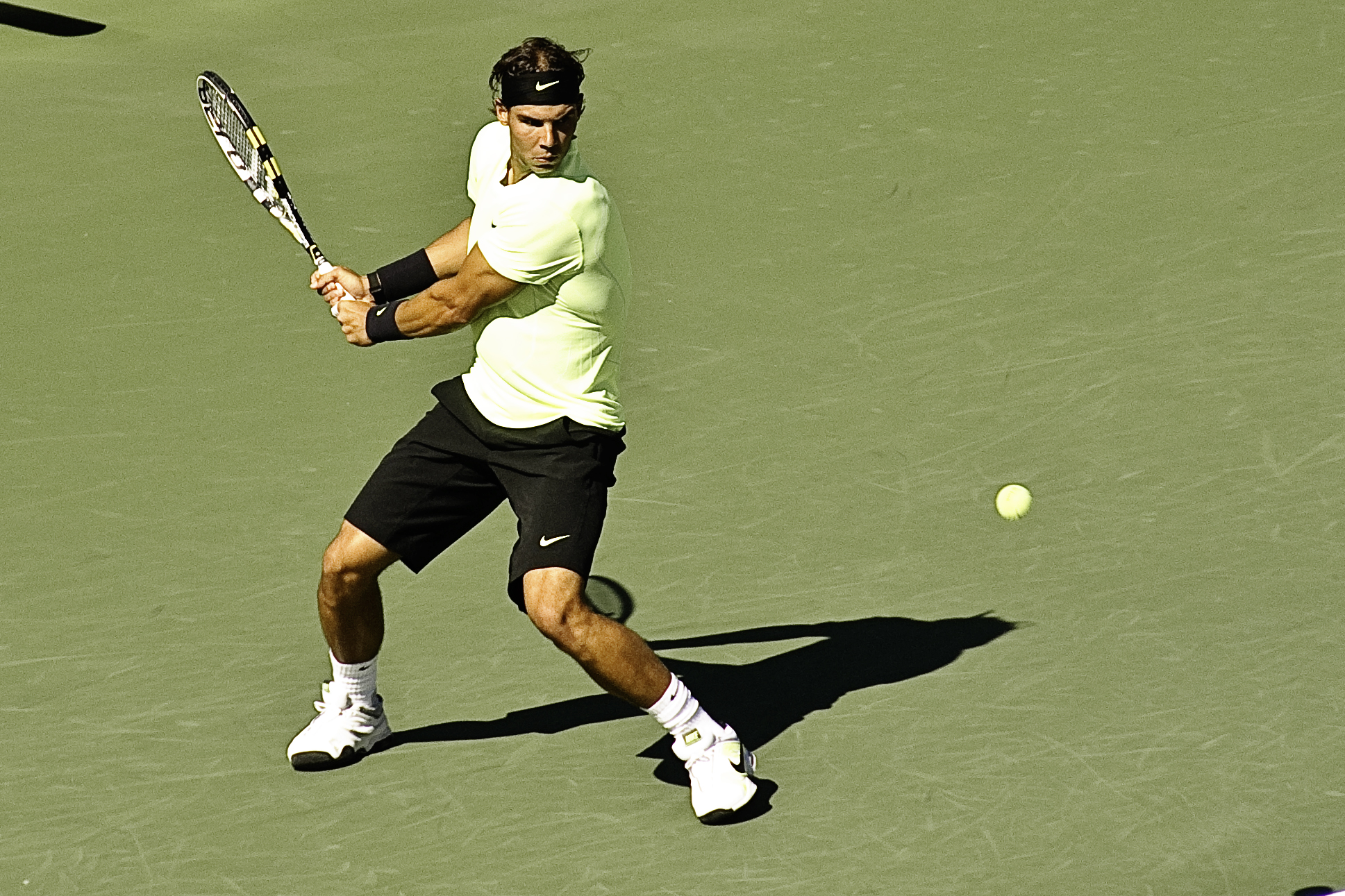
Rafael Nadal wykonujący oburęczny backhand, US Open 2010

W pierwszych latach kariery Nadal był zawodnikiem stricte defensywnym, prowadzącym wymiany głównie głęboko zza linii końcowej. Nadal opiera swoją grę na regularności i mocy uderzeń (zarówno z backhandu, jak i z forehandu) oraz na wytrzymałości kondycyjnej. Dysponuje doskonałą pracą nóg i motoryką, dzięki czemu jest znakomitym defensorem potrafiącym zagrywać piłki ze skrajnie trudnych pozycji daleko za linią końcową i boczną. Hiszpan słynie z efektownych i skutecznych passing-shotów zagrywanych w pełnym biegu. Jego styl najlepiej pasuje do kortów ziemnych, na których odnosi największe sukcesy, jednak z biegiem czasu rozwinął on umiejętności techniczne, co pozwoliło na dodanie jego grze szybkości oraz agresji i odnoszenie sukcesów na wszystkich nawierzchniach.
Jego charakterystycznym i najskuteczniejszym zagraniem jest topspinowy forehand wykonywany lewą ręką, który osiąga rotację dochodzącą do 5000 obrotów na minutę (dla porównania forehand Federera osiąga średnio 2700 obrotów, Agassiego i Samprasa około 2000 obrotów). Tak silna rotacja awansująca powoduje, że piłka odbija się wysoko po stronie backhandowej zawodników praworęcznych (szczególnie wysoko odbija się ona na kortach ceglanych) i zmusza ich do wycofania się daleko za linię boczną. Takie uderzanie piłki jest możliwe dzięki stosowaniu przez hiszpańskiego tenisistę ekstremalnego uchwytu westernowego. Uderzenia forehandowe wykańcza on charakterystycznym ruchem nadgarstka powodującym, że rakieta zatacza nad jego głową pełne koło. Nadal także pewnie posługuje się oburęcznym backhandem, który w późniejszych latach kariery na kortach twardych i trawiastych zastąpił slajsem. Jego strona backhandowa jest uważana za słabszą, jednak Hiszpan nie boi się prowadzić z niej wymian z zawodnikami praworęcznymi. Początkowo Nadal prawie nie grał przy siatce, lecz w latach 2006–2008 rozwinął on swoje umiejętności wolejowe, dzięki którym pewnie czuje się w środkowej strefie kortu. Nadal zazwyczaj stara się dzięki dokładnym topspinowym zagraniom z forehandu wymusić na przeciwniku błąd bądź wyrzucić go daleko poza pole gry, po czym kończy wymianę uderzeniem w pusty kort lub atakiem do siatki i wolejem.
Pierwotnie serwis Nadala był oparty przede wszystkim na regularności. Wykonywał głównie slajsowane podanie na backhand zawodnika praworęcznego, a jego średnia prędkość wynosiła około 170 km/h, jednak z upływem lat stopniowo zwiększał jego siłę. Podczas zwycięskiego US Open w 2010 roku zaprezentował inny, płaski serwis, którego szybkość dochodziła do 220 km/h, co umożliwiło mu szybsze zdobywanie punktów.
Hiszpański tenisista znany jest z wytrzymałości psychicznej, dzięki której jest w stanie grać na najwyższym poziomie w decydujących momentach. Potrafi on świetnie dopasować się do nawierzchni, warunków atmosferycznych i stylu gry przeciwnika.
Styl gry Nadala, który często prowadzi bardzo długie wymiany z głębi kortu, sprawia, iż zawodnik ten jest częściej niż inni gracze ze ścisłej czołówki narażony na przewlekłe kontuzje (regularnie dokuczają mu urazy kolan) i wyczerpanie sezonem. Pod koniec roku rzadko wygrywa i najczęściej pauzuje. W czasie przerwy wywołanej kontuzją w 2012 roku eksperci ocenili, że tenisista powinien skupić się na grze na mączce ceglanej, gdyż zmiany nawierzchni powodują problemy z kolanami tenisisty.

## Sprzęt i sponsorzy
Rafael Nadal używa rakiety AeroPro Drive GT 2013 firmy Babolat z przeplotem 16/19 (16 strun w pionie, 19 w poziomie) i rączką rozmiaru L2 (4 i 1/4 cala) z overgripem VS Original White. Do 2010 roku korzystał z poliestrowego naciągu Babolat Duralast 15L, który następnie zmienił na RPM Blast 135/15. Standardowa siła naciągu jego rakiety to około 55 funtów, minimalnie korygowana w zależności od warunków pogodowych, a jej waga to 311 gramów. W przeciwieństwie do większości zawodników, Nadal nie posiada osobistego serwisanta i korzysta z usług serwisów turniejowych.
Zarówno odzież sportową, jak i buty Rafaelowi Nadalowi od początku jego kariery dostarcza firma Nike. W latach 2005–2008 strój hiszpańskiego tenisisty składał się z bandany, koszulki bez rękawów oraz spodni kończących się za kolanami. W 2009 roku tenisista zaczął występować w T-shirtach i typowych sportowych spodenkach sięgających kolan – po raz pierwszy zaprezentował nowy wizerunek podczas Australian Open. Na początku 2018 roku, przy okazji Australian Open, Rafael Nadal przywrócił do swojego tenisowego stroju koszulkę bez rękawów. Nie zrezygnował jednak zupełnie z T-shirtów – w tej części odzieży wystąpił np. na Wimbledonie 2019 i French Open 2020.
Hiszpan korzysta z butów Nike Air Court Ballistec, których modele zmienia w zależności od turnieju i nawierzchni, na której jest rozgrywany. Podczas turniejów wielkoszlemowych buty wzbogacane są o okazjonalne nadruki.
Oprócz Babolata i Nike, Nadal jest sponsorowany m.in. przez firmy: Armani, Richard Mille, Quely, KIA, Banesto, Mapfre i PokerStars.

## Rywalizacja z Rogerem Federerem

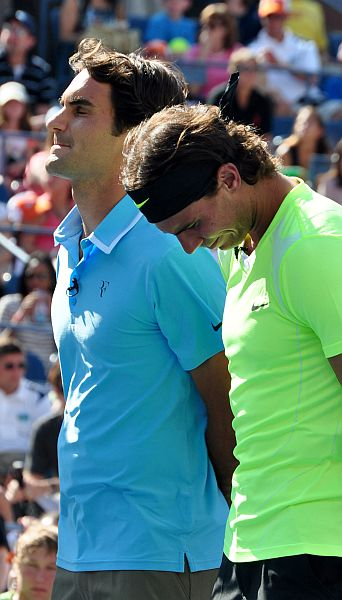
Federer i Nadal podczas Arthur Ashe Kid’s Day w Nowym Jorku, 2010

Nadal i Federer po raz pierwszy spotkali się podczas turnieju w Miami w 2004 roku i od tego czasu zagrali ze sobą 39 oficjalnych spotkań, z których Nadal wygrał 24. Rywalizacja tych dwóch zawodników jest przez niektórych uważana za najważniejszą w historii dyscypliny. Są jedynymi zawodnikami, którzy przez sześć kolejnych lat kończyli sezon na pierwszych dwóch miejscach w rankingu. Spotkali się w 24 finałach, w tym w rekordowej liczbie dziewięciu finałów wielkoszlemowych, a w latach 2005–2010 wygrali 21 z 24 turniejów wielkoszlemowych. W latach 2006–2008 grali ze sobą w finałach Wimbledonu oraz French Open, w 2009 roku zagrali w finale Australian Open, w 2011 roku ponownie w finale French Open, a w 2017 po raz kolejny w finale Australian Open.
Poza kortem Nadal i Federer są dobrymi przyjaciółmi, niejednokrotnie rozgrywali między sobą spotkania pokazowe oraz charytatywne.

## Życie prywatne
W czerwcu 2009 roku rodzice Rafaela Nadala rozwiedli się.
W wolnych chwilach Nadal relaksuje się łowiąc ryby, grając w golfa i na PlayStation. Hiszpan jest także kibicem Realu Madryt i Realu Mallorca (którego jest współudziałowcem). Jest agnostykiem.
W sierpniu 2011 roku ukazała się biografia tenisisty zatytułowana „Rafa”, autorstwa Johna Carlina.
W 2019 roku ożenił się z Maríą Franciscą Perelló Pascual. Mają dwóch synów, Rafaela (ur. 2022) i Miquela (ur. 2025).

### Działalność charytatywna
W 2007 roku Nadal założył fundację The Rafa Nadal Foundation, która ma na celu pomoc potrzebującym dzieciom i młodzieży. Hiszpan wielokrotnie przekazywał fundusze na cele charytatywne i wspomagał rozmaite projekty i organizacje. W 2010 roku razem z innymi czołowymi tenisistami i tenisistkami wziął udział w imprezie pokazowej „Hit for Haiti”, która odbyła się w Melbourne przed Australian Open. Cały dochód przekazano ofiarom trzęsienia ziemi na Haiti. Dwa miesiące później podczas imprezy w Indian Wells ponownie zorganizowano imprezę pokazową, w której udział oprócz Nadala wzięli między innymi Andre Agassi, Roger Federer i Pete Sampras. Podczas zawodów ATP World Tour Finals w 2010 roku wszyscy zawodnicy (w tym Nadal) wystawili na licytację swoje autoportrety, a dochód przeznaczono na wsparcie organizacji Save the Children. Po zakończeniu sezonu 2010 Rafael Nadal i Roger Federer rozegrali pokazowe pojedynki w Zurychu i Madrycie pod hasłem Match for Africa. Pieniądze zostały przekazane potrzebującym w Afryce.
Na początku roku 2011 w Melbourne wziął udział w imprezie pokazowej, z której dochód przekazano ofiarom powodzi w Queensland.

### Powiązania z dopingiem
Podczas dochodzenia w sprawie Eufemiano Fuentesa – hiszpańskiego doktora (powiązanego głównie z kolarzami), u którego znaleziono środki anaboliczne oraz sterydy – zasugerowano, że mógł on mieć związki z Nadalem. W trakcie śledztwa Fuentes powiedział, że oprócz kolarzy współpracował także z tenisistami, piłkarzami i lekkoatletami, co rzuciło cień podejrzeń na hiszpańskiego tenisistę. Hiszpan natychmiast odciął się od wszelkich powiązań z Fuentesem i zaprzestano dochodzenia w jego sprawie, a określono ją jako „niefortunną”. Nadal znany jest z walki o czystość w sporcie i surowe karanie zawodników korzystających z niedozwolonych środków. W szczególności potępił on zachowanie Andre Agassiego, który po zakończeniu kariery przyznał się do stosowania metamfetaminy. Mimo to, Hiszpan wielokrotnie krytykował wprowadzony w 2009 roku nowy program działania WADA mówiąc, że „jest szalony” i „powoduje, że czuje się jak kryminalista”. W podobnym tonie wypowiadał się Andy Murray. Ponadto razem z Lleytonem Hewittem, Nadal był świadkiem podczas afery dopingowej Richarda Gasqueta (obaj bronili francuskiego tenisisty).

## Statystyki

### Finały turniejów wielkoszlemowych

#### Gra pojedyncza (22–8)
| Legenda               |
| Australian Open (2–4) |
| French Open (14–0)    |
| Wimbledon (2–3)       |
| US Open (4–1)         |

| Wygrane według nawierzchni |
| Twarda (6–5)               |
| Ceglana (14–0)             |
| Trawiasta (2–3)            |
| Dywanowa (0–0)             |

| Końcowy wynik | Rok  | Turniej         | Nawierzchnia | Przeciwnik         | Wynik finału                  |
| Zwycięzca     | 2005 | French Open     | Ceglana      | Mariano Puerta     | 6:7(6), 6:3, 6:1, 7:5         |
| Zwycięzca     | 2006 | French Open     | Ceglana      | Roger Federer      | 1:6, 6:1, 6:4, 7:6(4)         |
| Finalista     | 2006 | Wimbledon       | Trawiasta    | Roger Federer      | 0:6, 6:7(5), 7:6(2), 3:6      |
| Zwycięzca     | 2007 | French Open     | Ceglana      | Roger Federer      | 6:3, 4:6, 6:4, 6:4            |
| Finalista     | 2007 | Wimbledon       | Trawiasta    | Roger Federer      | 6:7(7), 6:4, 6:7(3), 6:2, 2:6 |
| Zwycięzca     | 2008 | French Open     | Ceglana      | Roger Federer      | 6:1, 6:3, 6:0                 |
| Zwycięzca     | 2008 | Wimbledon       | Trawiasta    | Roger Federer      | 6:4, 6:4, 6:7(5), 6:7(8), 9:7 |
| Zwycięzca     | 2009 | Australian Open | Twarda       | Roger Federer      | 7:5, 3:6, 7:6(3), 3:6, 6:2    |
| Zwycięzca     | 2010 | French Open     | Ceglana      | Robin Söderling    | 6:4, 6:2, 6:4                 |
| Zwycięzca     | 2010 | Wimbledon       | Trawiasta    | Tomáš Berdych      | 6:3, 7:5, 6:4                 |
| Zwycięzca     | 2010 | US Open         | Twarda       | Novak Đoković      | 6:4, 5:7, 6:4, 6:2            |
| Zwycięzca     | 2011 | French Open     | Ceglana      | Roger Federer      | 7:5, 7:6(3), 5:7, 6:1         |
| Finalista     | 2011 | Wimbledon       | Trawiasta    | Novak Đoković      | 4:6, 1:6, 6:1, 3:6            |
| Finalista     | 2011 | US Open         | Twarda       | Novak Đoković      | 2:6, 4:6, 7:6(3), 1:6         |
| Finalista     | 2012 | Australian Open | Twarda       | Novak Đoković      | 7:5, 4:6, 2:6, 7:6(5), 5:7    |
| Zwycięzca     | 2012 | French Open     | Ceglana      | Novak Đoković      | 6:4, 6:3, 2:6, 7:5            |
| Zwycięzca     | 2013 | French Open     | Ceglana      | David Ferrer       | 6:3, 6:2, 6:3                 |
| Zwycięzca     | 2013 | US Open         | Twarda       | Novak Đoković      | 6:2, 3:6, 6:4, 6:1            |
| Finalista     | 2014 | Australian Open | Twarda       | Stan Wawrinka      | 3:6, 2:6, 6:3, 3:6            |
| Zwycięzca     | 2014 | French Open     | Ceglana      | Novak Đoković      | 3:6, 7:5, 6:2, 6:4            |
| Finalista     | 2017 | Australian Open | Twarda       | Roger Federer      | 4:6, 6:3, 1:6, 6:3, 3:6       |
| Zwycięzca     | 2017 | French Open     | Ceglana      | Stan Wawrinka      | 6:2, 6:3, 6:1                 |
| Zwycięzca     | 2017 | US Open         | Twarda       | Kevin Anderson     | 6:3, 6:3, 6:4                 |
| Zwycięzca     | 2018 | French Open     | Ceglana      | Dominic Thiem      | 6:4, 6:3, 6:2                 |
| Finalista     | 2019 | Australian Open | Twarda       | Novak Đoković      | 3:6, 2:6, 3:6                 |
| Zwycięzca     | 2019 | French Open     | Ceglana      | Dominic Thiem      | 6:3, 5:7, 6:1, 6:1            |
| Zwycięzca     | 2019 | US Open         | Twarda       | Daniił Miedwiediew | 7:5, 6:3, 5:7, 4:6, 6:4       |
| Zwycięzca     | 2020 | French Open     | Ceglana      | Novak Đoković      | 6:0, 6:2, 7:5                 |
| Zwycięzca     | 2022 | Australian Open | Twarda       | Daniił Miedwiediew | 2:6, 6:7(5), 6:4, 6:4, 7:5    |
| Zwycięzca     | 2022 | French Open     | Ceglana      | Casper Ruud        | 6:3, 6:3, 6:0                 |

### Medale olimpijskie

#### Gra pojedyncza
| Końcowy wynik | Rok  | Turniej | Nawierzchnia | Przeciwnik        | Wynik finału     |
| Złoty medal   | 2008 | Pekin   | Twarda       | Fernando González | 6:3, 7:6(2), 6:3 |

#### Gra podwójna
| Końcowy wynik | Rok  | Turniej        | Nawierzchnia | Partner    | Przeciwnik                | Wynik finału  |
| Złoty medal   | 2016 | Rio de Janeiro | Twarda       | Marc López | Florin Mergea Horia Tecău | 6:2, 3:6, 6:4 |

### Finały ATP World Tour Finals

#### Gra pojedyncza (0–2)
| Końcowy wynik | Rok  | Turniej | Nawierzchnia  | Przeciwnik    | Wynik finału  |
| Finalista     | 2010 | Londyn  | Twarda (hala) | Roger Federer | 3:6, 6:3, 1:6 |
| Finalista     | 2013 | Londyn  | Twarda (hala) | Novak Đoković | 3:6, 4:6      |

### Finały turniejów ATP Tour Masters 1000

#### Gra pojedyncza (36–17)
| Końcowy wynik | Rok  | Turniej      | Nawierzchnia  | Przeciwnik            | Wynik finału                  |
| Finalista     | 2005 | Miami        | Twarda        | Roger Federer         | 6:2, 7:6(4), 6:7(5), 3:6, 1:6 |
| Zwycięzca     | 2005 | Monte Carlo  | Ceglana       | Guillermo Coria       | 6:3, 6:1, 0:6, 7:5            |
| Zwycięzca     | 2005 | Rzym         | Ceglana       | Guillermo Coria       | 6:4, 3:6, 6:3, 4:6, 7:6(6)    |
| Zwycięzca     | 2005 | Montreal     | Twarda        | Andre Agassi          | 6:4, 4:6, 6:2                 |
| Zwycięzca     | 2005 | Madryt       | Twarda (hala) | Ivan Ljubičić         | 3:6, 2:6, 6:3, 6:4, 7:6(3)    |
| Zwycięzca     | 2006 | Monte Carlo  | Ceglana       | Roger Federer         | 6:2, 6:7(2), 6:3, 7:6(5)      |
| Zwycięzca     | 2006 | Rzym         | Ceglana       | Roger Federer         | 6:7, 7:6(5), 6:4, 2:6, 7:6(5) |
| Zwycięzca     | 2007 | Indian Wells | Twarda        | Novak Đoković         | 6:2, 7:5                      |
| Zwycięzca     | 2007 | Monte Carlo  | Ceglana       | Roger Federer         | 6:4, 6:4                      |
| Zwycięzca     | 2007 | Rzym         | Ceglana       | Fernando González     | 6:2, 6:2                      |
| Finalista     | 2007 | Hamburg      | Ceglana       | Roger Federer         | 6:2, 2:6, 0:6                 |
| Finalista     | 2007 | Paryż        | Twarda (hala) | David Nalbandian      | 4:6, 0:6                      |
| Finalista     | 2008 | Miami        | Twarda        | Nikołaj Dawydienko    | 4:6, 2:6                      |
| Zwycięzca     | 2008 | Monte Carlo  | Ceglana       | Roger Federer         | 7:5, 7:5                      |
| Zwycięzca     | 2008 | Hamburg      | Ceglana       | Roger Federer         | 7:5, 6:7(3), 6:3              |
| Zwycięzca     | 2008 | Toronto      | Twarda        | Nicolas Kiefer        | 6:3, 6:2                      |
| Zwycięzca     | 2009 | Indian Wells | Twarda        | Andy Murray           | 6:1, 6:2                      |
| Zwycięzca     | 2009 | Monte Carlo  | Ceglana       | Novak Đoković         | 6:3, 2:6, 6:1                 |
| Zwycięzca     | 2009 | Rzym         | Ceglana       | Novak Đoković         | 7:6(2), 6:2                   |
| Finalista     | 2009 | Madryt       | Ceglana       | Roger Federer         | 4:6, 4:6                      |
| Finalista     | 2009 | Szanghaj     | Twarda        | Nikołaj Dawydienko    | 6:7(3), 3:6                   |
| Zwycięzca     | 2010 | Monte Carlo  | Ceglana       | Fernando Verdasco     | 6:0, 6:1                      |
| Zwycięzca     | 2010 | Rzym         | Ceglana       | David Ferrer          | 7:5, 6:2                      |
| Zwycięzca     | 2010 | Madryt       | Ceglana       | Roger Federer         | 6:4, 7:6(5)                   |
| Finalista     | 2011 | Indian Wells | Twarda        | Novak Đoković         | 6:4, 3:6, 2:6                 |
| Finalista     | 2011 | Miami        | Twarda        | Novak Đoković         | 6:4, 3:6, 6:7(4)              |
| Zwycięzca     | 2011 | Monte Carlo  | Ceglana       | David Ferrer          | 6:4, 7:5                      |
| Finalista     | 2011 | Madryt       | Ceglana       | Novak Đoković         | 5:7, 4:6                      |
| Finalista     | 2011 | Rzym         | Ceglana       | Novak Đoković         | 4:6, 4:6                      |
| Zwycięzca     | 2012 | Monte Carlo  | Ceglana       | Novak Đoković         | 6:3, 6:1                      |
| Zwycięzca     | 2012 | Rzym         | Ceglana       | Novak Đoković         | 7:5, 6:3                      |
| Zwycięzca     | 2013 | Indian Wells | Twarda        | Juan Martín del Potro | 4:6, 6:3, 6:4                 |
| Finalista     | 2013 | Monte Carlo  | Ceglana       | Novak Đoković         | 2:6, 6:7(1)                   |
| Zwycięzca     | 2013 | Madryt       | Ceglana       | Stan Wawrinka         | 6:2, 6:4                      |
| Zwycięzca     | 2013 | Rzym         | Ceglana       | Roger Federer         | 6:1, 6:3                      |
| Zwycięzca     | 2013 | Montreal     | Twarda        | Milos Raonic          | 6:2, 6:2                      |
| Zwycięzca     | 2013 | Cincinnati   | Twarda        | John Isner            | 7:6(8), 7:6(3)                |
| Finalista     | 2014 | Miami        | Twarda        | Novak Đoković         | 3:6, 3:6                      |
| Zwycięzca     | 2014 | Madryt       | Ceglana       | Kei Nishikori         | 2:6, 6:4, 3:0 krecz           |
| Finalista     | 2014 | Rzym         | Ceglana       | Novak Đoković         | 6:4, 3:6, 3:6                 |
| Finalista     | 2015 | Madryt       | Ceglana       | Andy Murray           | 3:6, 2:6                      |
| Zwycięzca     | 2016 | Monte Carlo  | Ceglana       | Gaël Monfils          | 7:5, 5:7, 6:0                 |
| Finalista     | 2017 | Miami        | Twarda        | Roger Federer         | 3:6, 4:6                      |
| Zwycięzca     | 2017 | Monte Carlo  | Ceglana       | Albert Ramos-Viñolas  | 6:1, 6:3                      |
| Zwycięzca     | 2017 | Madryt       | Ceglana       | Dominic Thiem         | 7:6(8), 6:4                   |
| Finalista     | 2017 | Szanghaj     | Twarda        | Roger Federer         | 4:6, 3:6                      |
| Zwycięzca     | 2018 | Monte Carlo  | Ceglana       | Kei Nishikori         | 6:3, 6:2                      |
| Zwycięzca     | 2018 | Rzym         | Ceglana       | Alexander Zverev      | 6:1, 1:6, 6:3                 |
| Zwycięzca     | 2018 | Toronto      | Twarda        | Stefanos Tsitsipas    | 6:2, 7:6(4)                   |
| Zwycięzca     | 2019 | Rzym         | Ceglana       | Novak Đoković         | 6:0, 4:6, 6:1                 |
| Zwycięzca     | 2019 | Montreal     | Twarda        | Daniił Miedwiediew    | 6:3, 6:0                      |
| Zwycięzca     | 2021 | Rzym         | Ceglana       | Novak Đoković         | 7:5, 1:6, 6:3                 |
| Finalista     | 2022 | Indian Wells | Twarda        | Taylor Fritz          | 3:6, 6:7(5)                   |

#### Gra podwójna (3−0)
| Końcowy wynik | Rok  | Turniej      | Nawierzchnia | Partner       | Przeciwnicy                  | Wynik finału |
| Zwycięzca     | 2008 | Monte Carlo  | Ceglana      | Tommy Robredo | Mahesh Bhupathi Mark Knowles | 6:3, 6:3     |
| Zwycięzca     | 2010 | Indian Wells | Twarda       | Marc López    | Daniel Nestor Nenad Zimonjić | 7:6(8), 6:3  |
| Zwycięzca     | 2012 | Indian Wells | Twarda       | Marc López    | John Isner Sam Querrey       | 6:2, 7:6(3)  |

### Finały w turniejach ATP Tour

#### Gra pojedyncza (92−38)
| Legenda                                             |
| Wielki Szlem (22–8)                                 |
| Igrzyska olimpijskie (1–0)                          |
| Tennis Masters Cup / ATP Finals (0–2)               |
| ATP Masters Series / ATP Tour Masters 1000 (36–17)  |
| ATP International Series Gold / ATP Tour 500 (23–6) |
| ATP International Series / ATP Tour 250 (10–5)      |

| Wygrane według nawierzchni |
| Twarda (25–27)             |
| Ceglana (63–8)             |
| Trawiasta (4–3)            |
| Dywanowa (0–0)             |

| Końcowy wynik | Nr  | Data                 | Turniej                       | Nawierzchnia   | Przeciwnik            | Wynik finału                     |
| Finalista     | 1.  | 18 stycznia 2004     | Auckland                      | Twarda         | Dominik Hrbatý        | 6:4, 2:6, 5:7                    |
| Zwycięzca     | 1.  | 14 sierpnia 2004     | Sopot                         | Ceglana        | José Acasuso          | 6:3, 6:4                         |
| Zwycięzca     | 2.  | 14 lutego 2005       | Costa do Sauípe               | Ceglana        | Alberto Martín        | 6:0, 6:7(2), 6:1                 |
| Zwycięzca     | 3.  | 21 lutego 2005       | Acapulco                      | Ceglana        | Albert Montañés       | 6:1, 6:0                         |
| Finalista     | 2.  | 3 kwietnia 2005      | Miami                         | Twarda         | Roger Federer         | 6:2, 7:6(4), 6:7(5), 3:6, 1:6    |
| Zwycięzca     | 4.  | 17 kwietnia 2005     | Monte Carlo                   | Ceglana        | Guillermo Coria       | 6:3, 6:1, 0:6, 7:5               |
| Zwycięzca     | 5.  | 24 kwietnia 2005     | Barcelona                     | Ceglana        | Juan Carlos Ferrero   | 6:1, 7:6(4), 6:3                 |
| Zwycięzca     | 6.  | 2 maja 2005          | Rzym                          | Ceglana        | Guillermo Coria       | 6:4, 3:6, 6:3, 4:6, 7:6(6)       |
| Zwycięzca     | 7.  | 5 czerwca 2005       | French Open, Paryż            | Ceglana        | Mariano Puerta        | 6:7(6), 6:3, 6:1, 7:5            |
| Zwycięzca     | 8.  | 4 lipca 2005         | Bastad                        | Ceglana        | Tomáš Berdych         | 2:6, 6:2, 6:4                    |
| Zwycięzca     | 9.  | 18 lipca 2005        | Stuttgart                     | Ceglana        | Gastón Gaudio         | 6:3, 6:3, 6:4                    |
| Zwycięzca     | 10. | 14 sierpnia 2005     | Montreal                      | Twarda         | Andre Agassi          | 6:3, 4:6, 6:2                    |
| Zwycięzca     | 11. | 18 września 2005     | Pekin                         | Twarda         | Guillermo Coria       | 5:7, 6:1, 6:2                    |
| Zwycięzca     | 12. | 23 października 2005 | Madryt                        | Twarda (hala)  | Ivan Ljubičić         | 3:6, 2:6, 6:3, 6:4, 7:6(3)       |
| Zwycięzca     | 13. | 4 marca 2006         | Dubaj                         | Twarda         | Roger Federer         | 2:6, 6:4, 6:4                    |
| Zwycięzca     | 14. | 23 kwietnia 2006     | Monte Carlo                   | Ceglana        | Roger Federer         | 6:2, 6:7(2), 6:3, 7:6(5)         |
| Zwycięzca     | 15. | 30 kwietnia 2006     | Barcelona                     | Ceglana        | Tommy Robredo         | 6:4, 6:4, 6:0                    |
| Zwycięzca     | 16. | 14 maja 2006         | Rzym                          | Ceglana        | Roger Federer         | 6:7(0), 7:6(5), 6:4, 2:6, 7:6(5) |
| Zwycięzca     | 17. | 11 czerwca 2006      | French Open, Paryż            | Ceglana        | Roger Federer         | 1:6, 6:1, 6:4, 7:6(4)            |
| Finalista     | 3.  | 9 lipca 2006         | Wimbledon, Londyn             | Trawiasta      | Roger Federer         | 0:6, 6:7(5), 7:6(2), 3:6         |
| Zwycięzca     | 18. | 18 marca 2007        | Indian Wells                  | Twarda         | Novak Đoković         | 6:2, 7:5                         |
| Zwycięzca     | 19. | 22 kwietnia 2007     | Monte Carlo                   | Ceglana        | Roger Federer         | 6:4, 6:4                         |
| Zwycięzca     | 20. | 29 kwietnia 2007     | Barcelona                     | Ceglana        | Guillermo Cañas       | 6:3, 6:4                         |
| Zwycięzca     | 21. | 13 maja 2007         | Rzym                          | Ceglana        | Fernando González     | 6:2, 6:2                         |
| Finalista     | 4.  | 20 maja 2007         | Hamburg                       | Ceglana        | Roger Federer         | 6:2, 2:6, 0:6                    |
| Zwycięzca     | 22. | 10 czerwca 2007      | French Open, Paryż            | Ceglana        | Roger Federer         | 6:3, 4:6, 6:3, 6:4               |
| Finalista     | 5.  | 8 lipca 2007         | Wimbledon, Londyn             | Trawiasta      | Roger Federer         | 6:7(7), 6:4, 6:7(3), 6:2, 2:6    |
| Zwycięzca     | 23. | 22 lipca 2007        | Stuttgart                     | Ceglana        | Stanislas Wawrinka    | 6:4, 7:5                         |
| Finalista     | 6.  | 4 listopada 2007     | Paryż                         | Twarda (hala)  | David Nalbandian      | 4:6, 0:6                         |
| Finalista     | 7.  | 6 stycznia 2008      | Ćennaj                        | Twarda         | Michaił Jużny         | 0:6, 1:6                         |
| Finalista     | 8.  | 6 kwietnia 2008      | Miami                         | Twarda         | Nikołaj Dawydienko    | 4:6, 2:6                         |
| Zwycięzca     | 24. | 27 kwietnia 2008     | Monte Carlo                   | Ceglana        | Roger Federer         | 7:5, 7:5                         |
| Zwycięzca     | 25. | 4 maja 2008          | Barcelona                     | Ceglana        | David Ferrer          | 6:1, 4:6, 6:1                    |
| Zwycięzca     | 26. | 18 maja 2008         | Hamburg                       | Ceglana        | Roger Federer         | 7:5, 6:7(3), 6:3                 |
| Zwycięzca     | 27. | 8 czerwca 2008       | French Open, Paryż            | Ceglana        | Roger Federer         | 6:1, 6:3, 6:0                    |
| Zwycięzca     | 28. | 15 czerwca 2008      | Londyn                        | Trawiasta      | Novak Đoković         | 7:6(6), 7:5                      |
| Zwycięzca     | 29. | 6 lipca 2008         | Wimbledon, Londyn             | Trawiasta      | Roger Federer         | 6:4, 6:4, 6:7(5), 6:7(8) 9:7     |
| Zwycięzca     | 30. | 27 lipca 2008        | Toronto                       | Twarda         | Nicolas Kiefer        | 6:3, 6:2                         |
| Zwycięzca     | 31. | 17 sierpnia 2008     | Pekin                         | Twarda         | Fernando González     | 6:3, 7:6(2), 6:3                 |
| Zwycięzca     | 32. | 1 lutego 2009        | Australian Open, Melbourne    | Twarda         | Roger Federer         | 7:5, 3:6, 7:6(3), 3:6, 6:2       |
| Finalista     | 9.  | 15 lutego 2009       | Rotterdam                     | Twarda (hala)  | Andy Murray           | 3:6, 6:4, 0:6                    |
| Zwycięzca     | 33. | 22 marca 2009        | Indian Wells                  | Twarda         | Andy Murray           | 6:1, 6:2                         |
| Zwycięzca     | 34. | 19 kwietnia 2009     | Monte Carlo                   | Ceglana        | Novak Đoković         | 6:3, 2:6, 6:1                    |
| Zwycięzca     | 35. | 26 kwietnia 2009     | Barcelona                     | Ceglana        | David Ferrer          | 6:2, 7:5                         |
| Zwycięzca     | 36. | 3 maja 2009          | Rzym                          | Ceglana        | Novak Đoković         | 7:6(2), 6:2                      |
| Finalista     | 10. | 17 maja 2009         | Madryt                        | Ceglana        | Roger Federer         | 4:6, 4:6                         |
| Finalista     | 11. | 18 października 2009 | Szanghaj                      | Twarda         | Nikołaj Dawydienko    | 6:7(3), 3:6                      |
| Finalista     | 12. | 9 stycznia 2010      | Doha                          | Twarda         | Nikołaj Dawydienko    | 6:0, 6:7(8), 4:6                 |
| Zwycięzca     | 37. | 18 kwietnia 2010     | Monte Carlo                   | Ceglana        | Fernando Verdasco     | 6:0, 6:1                         |
| Zwycięzca     | 38. | 2 maja 2010          | Rzym                          | Ceglana        | David Ferrer          | 7:5, 6:2                         |
| Zwycięzca     | 39. | 16 maja 2010         | Madryt                        | Ceglana        | Roger Federer         | 6:4, 7:6(5)                      |
| Zwycięzca     | 40. | 6 czerwca 2010       | French Open, Paryż            | Ceglana        | Robin Söderling       | 6:4, 6:2, 6:4                    |
| Zwycięzca     | 41. | 4 lipca 2010         | Wimbledon, Londyn             | Trawiasta      | Tomáš Berdych         | 6:3, 7:5, 6:4                    |
| Zwycięzca     | 42. | 13 września 2010     | US Open, Nowy Jork            | Twarda         | Novak Đoković         | 6:4, 5:7, 6:4, 6:2               |
| Zwycięzca     | 43. | 10 października 2010 | Tokio                         | Twarda         | Gaël Monfils          | 6:1, 7:5                         |
| Finalista     | 13. | 28 listopada 2010    | ATP World Tour Finals, Londyn | Twarda (hala)  | Roger Federer         | 3:6, 6:3, 1:6                    |
| Finalista     | 14. | 20 marca 2011        | Indian Wells                  | Twarda         | Novak Đoković         | 6:4, 3:6, 2:6                    |
| Finalista     | 15. | 3 kwietnia 2011      | Miami                         | Twarda         | Novak Đoković         | 6:4, 3:6, 6:7(4)                 |
| Zwycięzca     | 44. | 17 kwietnia 2011     | Monte Carlo                   | Ceglana        | David Ferrer          | 6:4, 7:5                         |
| Zwycięzca     | 45. | 24 kwietnia 2011     | Barcelona                     | Ceglana        | David Ferrer          | 6:2, 6:4                         |
| Finalista     | 16. | 8 maja 2011          | Madryt                        | Ceglana        | Novak Đoković         | 5:7, 4:6                         |
| Zwycięzca     | 46. | 5 czerwca 2011       | French Open, Paryż            | Ceglana        | Roger Federer         | 7:5, 7:6(3), 5:7, 6:1            |
| Finalista     | 18. | 3 lipca 2011         | Wimbledon, Londyn             | Trawiasta      | Novak Đoković         | 4:6, 1:6, 6:1, 3:6               |
| Finalista     | 19. | 12 września 2011     | US Open, Nowy Jork            | Twarda         | Novak Đoković         | 2:6, 4:6, 7:6(3), 1:6            |
| Finalista     | 20. | 9 października 2011  | Tokio                         | Twarda         | Andy Murray           | 6:3, 2:6, 0:6                    |
| Finalista     | 21. | 29 stycznia 2012     | Australian Open, Melbourne    | Twarda         | Novak Đoković         | 7:5, 4:6, 2:6, 7:6(5), 5:7       |
| Zwycięzca     | 47. | 22 kwietnia 2012     | Monte Carlo                   | Ceglana        | Novak Đoković         | 6:3, 6:1                         |
| Zwycięzca     | 48. | 29 kwietnia 2012     | Barcelona                     | Ceglana        | David Ferrer          | 7:6(1), 7:5                      |
| Zwycięzca     | 49. | 21 maja 2012         | Rzym                          | Ceglana        | Novak Đoković         | 7:5, 6:3                         |
| Zwycięzca     | 50. | 11 czerwca 2012      | French Open, Paryż            | Ceglana        | Novak Đoković         | 6:4, 6:3, 2:6, 7:5               |
| Finalista     | 22. | 10 lutego 2013       | Viña del Mar                  | Ceglana        | Horacio Zeballos      | 7:6(2), 6:7(6), 4:6              |
| Zwycięzca     | 51. | 17 lutego 2013       | São Paulo                     | Ceglana (hala) | David Nalbandian      | 6:2, 6:3                         |
| Zwycięzca     | 52. | 3 marca 2013         | Acapulco                      | Ceglana        | David Ferrer          | 6:0, 6:2                         |
| Zwycięzca     | 53. | 17 marca 2013        | Indian Wells                  | Twarda         | Juan Martín del Potro | 4:6, 6:3, 6:4                    |
| Finalista     | 23. | 21 kwietnia 2013     | Monte Carlo                   | Ceglana        | Novak Đoković         | 2:6, 6:7(1)                      |
| Zwycięzca     | 54. | 28 kwietnia 2013     | Barcelona                     | Ceglana        | Nicolás Almagro       | 6:4, 6:3                         |
| Zwycięzca     | 55. | 12 maja 2013         | Madryt                        | Ceglana        | Stanislas Wawrinka    | 6:2, 6:4                         |
| Zwycięzca     | 56. | 19 maja 2013         | Rzym                          | Ceglana        | Roger Federer         | 6:1, 6:3                         |
| Zwycięzca     | 57. | 9 czerwca 2013       | French Open, Paryż            | Ceglana        | David Ferrer          | 6:3, 6:2, 6:3                    |
| Zwycięzca     | 58. | 11 sierpnia 2013     | Montreal                      | Twarda         | Milos Raonic          | 6:2, 6:2                         |
| Zwycięzca     | 59. | 18 sierpnia 2013     | Cincinnati                    | Twarda         | John Isner            | 7:6(8), 7:6(3)                   |
| Zwycięzca     | 60. | 9 września 2013      | US Open, Nowy Jork            | Twarda         | Novak Đoković         | 6:2, 3:6, 6:4, 6:1               |
| Finalista     | 24. | 6 października 2013  | Pekin                         | Twarda         | Novak Đoković         | 3:6, 4:6                         |
| Finalista     | 25. | 11 listopada 2013    | ATP World Tour Finals, Londyn | Twarda (hala)  | Novak Đoković         | 3:6, 4:6                         |
| Zwycięzca     | 61. | 4 stycznia 2014      | Doha                          | Twarda         | Gaël Monfils          | 6:1, 6:7(5), 6:2                 |
| Finalista     | 26. | 26 stycznia 2014     | Australian Open, Melbourne    | Twarda         | Stanislas Wawrinka    | 3:6, 2:6, 6:3, 3:6               |
| Zwycięzca     | 62. | 23 lutego 2014       | Rio de Janeiro                | Ceglana        | Ołeksandr Dołhopołow  | 6:3, 7:6(3)                      |
| Finalista     | 27. | 30 marca 2014        | Miami                         | Twarda         | Novak Đoković         | 3:6, 3:6                         |
| Zwycięzca     | 63. | 11 maja 2014         | Madryt                        | Ceglana        | Kei Nishikori         | 2:6, 6:4, 3:0 krecz              |
| Finalista     | 28. | 18 maja 2014         | Rzym                          | Ceglana        | Novak Đoković         | 6:4, 3:6, 3:6                    |
| Zwycięzca     | 64. | 8 czerwca 2014       | French Open, Paryż            | Ceglana        | Novak Đoković         | 3:6, 7:5, 6:2, 6:4               |
| Zwycięzca     | 65. | 1 marca 2015         | Buenos Aires                  | Ceglana        | Juan Mónaco           | 6:4, 6:1                         |
| Finalista     | 29. | 10 maja 2015         | Madryt                        | Ceglana        | Andy Murray           | 3:6, 2:6                         |
| Zwycięzca     | 66. | 14 czerwca 2015      | Stuttgart                     | Trawiasta      | Viktor Troicki        | 7:6(3), 6:3                      |
| Zwycięzca     | 67. | 2 sierpnia 2015      | Hamburg                       | Ceglana        | Fabio Fognini         | 7:5, 7:5                         |
| Finalista     | 30. | 11 października 2015 | Pekin                         | Twarda         | Novak Đoković         | 2:6, 2:6                         |
| Finalista     | 31. | 1 listopada 2015     | Bazylea                       | Twarda         | Roger Federer         | 3:6, 7:5, 3:6                    |
| Finalista     | 32. | 9 stycznia 2016      | Doha                          | Twarda         | Novak Đoković         | 1:6, 2:6                         |
| Zwycięzca     | 68. | 17 kwietnia 2016     | Monte Carlo                   | Ceglana        | Gaël Monfils          | 7:5, 5:7, 6:0                    |
| Zwycięzca     | 69. | 24 kwietnia 2016     | Barcelona                     | Ceglana        | Kei Nishikori         | 6:4, 7:5                         |
| Finalista     | 33. | 29 stycznia 2017     | Australian Open, Melbourne    | Twarda         | Roger Federer         | 4:6, 6:3, 1:6, 6:3, 3:6          |
| Finalista     | 34. | 5 marca 2017         | Acapulco                      | Twarda         | Sam Querrey           | 3:6, 6:7(3)                      |
| Finalista     | 35. | 2 kwietnia 2017      | Miami                         | Twarda         | Roger Federer         | 3:6, 4:6                         |
| Zwycięzca     | 70. | 23 kwietnia 2017     | Monte Carlo                   | Ceglana        | Albert Ramos-Viñolas  | 6:1, 6:3                         |
| Zwycięzca     | 71. | 30 kwietnia 2017     | Barcelona                     | Ceglana        | Dominic Thiem         | 6:4, 6:1                         |
| Zwycięzca     | 72. | 14 maja 2017         | Madryt                        | Ceglana        | Dominic Thiem         | 7:6(8), 6:4                      |
| Zwycięzca     | 73. | 11 czerwca 2017      | French Open, Paryż            | Ceglana        | Stanislas Wawrinka    | 6:2, 6:3, 6:1                    |
| Zwycięzca     | 74. | 10 września 2017     | US Open, Nowy Jork            | Twarda         | Kevin Anderson        | 6:3, 6:3, 6:4                    |
| Zwycięzca     | 75. | 8 października 2017  | Pekin                         | Twarda         | Nick Kyrgios          | 6:1, 6:2                         |
| Finalista     | 36. | 15 października 2017 | Szanghaj                      | Twarda         | Roger Federer         | 4:6, 3:6                         |
| Zwycięzca     | 76. | 22 kwietnia 2018     | Monte Carlo                   | Ceglana        | Kei Nishikori         | 6:3, 6:2                         |
| Zwycięzca     | 77. | 29 kwietnia 2018     | Barcelona                     | Ceglana        | Stefanos Tsitsipas    | 6:2, 6:1                         |
| Zwycięzca     | 78. | 20 maja 2018         | Rzym                          | Ceglana        | Alexander Zverev      | 6:1, 1:6, 6:3                    |
| Zwycięzca     | 79. | 10 czerwca 2018      | French Open, Paryż            | Ceglana        | Dominic Thiem         | 6:4, 6:3, 6:2                    |
| Zwycięzca     | 80. | 12 sierpnia 2018     | Toronto                       | Twarda         | Stefanos Tsitsipas    | 6:2, 7:6(4)                      |
| Finalista     | 37. | 27 stycznia 2019     | Australian Open, Melbourne    | Twarda         | Novak Đoković         | 3:6, 2:6, 3:6                    |
| Zwycięzca     | 81. | 21 maja 2019         | Rzym                          | Ceglana        | Novak Đoković         | 6:0, 4:6, 6:1                    |
| Zwycięzca     | 82. | 9 czerwca 2019       | French Open, Paryż            | Ceglana        | Dominic Thiem         | 6:3, 5:7, 6:1, 6:1               |
| Zwycięzca     | 83. | 11 sierpnia 2019     | Montreal                      | Twarda         | Daniił Miedwiediew    | 6:3, 6:0                         |
| Zwycięzca     | 84. | 8 września 2019      | US Open, Nowy Jork            | Twarda         | Daniił Miedwiediew    | 7:5, 6:3, 5:7, 4:6, 6:4          |
| Zwycięzca     | 85. | 29 lutego 2020       | Acapulco                      | Twarda         | Taylor Fritz          | 6:3, 6:2                         |
| Zwycięzca     | 86. | 11 października 2020 | French Open, Paryż            | Ceglana        | Novak Đoković         | 6:0, 6:2, 7:5                    |
| Zwycięzca     | 87. | 25 kwietnia 2021     | Barcelona                     | Ceglana        | Stefanos Tsitsipas    | 6:4, 6:7(6), 7:5                 |
| Zwycięzca     | 88. | 16 maja 2021         | Rzym                          | Ceglana        | Novak Đoković         | 7:5, 1:6, 6:3                    |
| Zwycięzca     | 89. | 9 stycznia 2022      | Melbourne                     | Twarda         | Maxime Cressy         | 7:6(6), 6:3                      |
| Zwycięzca     | 90. | 30 stycznia 2022     | Australian Open, Melbourne    | Twarda         | Daniił Miedwiediew    | 2:6, 6:7(5), 6:4, 6:4, 7:5       |
| Zwycięzca     | 91. | 26 lutego 2022       | Acapulco                      | Twarda         | Cameron Norrie        | 6:4, 6:4                         |
| Finalista     | 38. | 20 marca 2022        | Indian Wells                  | Twarda         | Taylor Fritz          | 3:6, 6:7(5)                      |
| Zwycięzca     | 92. | 5 czerwca 2022       | French Open, Paryż            | Ceglana        | Casper Ruud           | 6:3, 6:3, 6:0                    |

#### Gra podwójna (11–4)
| Legenda                                            |
| Wielki Szlem (0–0)                                 |
| Igrzyska olimpijskie (1–0)                         |
| Tennis Masters Cup / ATP Finals (0–0)              |
| ATP Masters Series / ATP Tour Masters 1000 (3–0)   |
| ATP International Series Gold / ATP Tour 500 (1–2) |
| ATP International Series / ATP Tour 250 (6–2)      |

| Wygrane według nawierzchni |
| Twarda (9–1)               |
| Ceglana (2–3)              |
| Trawiasta (0–0)            |
| Dywanowa (0–0)             |

| Końcowy wynik | Nr  | Data                | Turniej        | Nawierzchnia | Partner               | Przeciwnicy                     | Wynik finału      |
| Zwycięzca     | 1.  | 27 lipca 2003       | Umag           | Ceglana      | Álex López Morón      | Todd Perry Thomas Shimada       | 6:1, 6:3          |
| Zwycięzca     | 2.  | 11 stycznia 2004    | Madras         | Twarda       | Tommy Robredo         | Jonatan Erlich Andy Ram         | 7:6(3), 4:6, 6:3  |
| Zwycięzca     | 3.  | 9 stycznia 2005     | Doha           | Twarda       | Albert Costa          | Andrei Pavel Michaił Jużny      | 6:3, 4:6, 6:3     |
| Finalista     | 1.  | 24 kwietnia 2005    | Barcelona      | Ceglana      | Feliciano López       | Leander Paes Nenad Zimonjić     | 3:6, 3:6          |
| Finalista     | 2.  | 8 stycznia 2007     | Madras         | Twarda       | Bartolomé Salvá-Vidal | Xavier Malisse Dick Norman      | 6:7(4), 6:7(4)    |
| Finalista     | 3.  | 30 kwietnia 2007    | Barcelona      | Ceglana      | Bartolomé Salvá-Vidal | Andrei Pavel Alexander Waske    | 3:6, 6:7(1)       |
| Zwycięzca     | 4.  | 27 kwietnia 2008    | Monte Carlo    | Ceglana      | Tommy Robredo         | Mahesh Bhupathi Mark Knowles    | 6:3, 6:3          |
| Zwycięzca     | 5.  | 9 stycznia 2009     | Doha           | Twarda       | Marc López            | Daniel Nestor Nenad Zimonjić    | 4:6, 6:4, 10–8    |
| Zwycięzca     | 6.  | 20 marca 2010       | Indian Wells   | Twarda       | Marc López            | Daniel Nestor Nenad Zimonjić    | 7:6(8), 6:3       |
| Zwycięzca     | 7.  | 7 stycznia 2011     | Doha           | Twarda       | Marc López            | Daniele Bracciali Andreas Seppi | 6:3, 7:6(4)       |
| Zwycięzca     | 8.  | 18 marca 2012       | Indian Wells   | Twarda       | Marc López            | John Isner Sam Querrey          | 6:2, 7:6(3)       |
| Finalista     | 4.  | 10 lutego 2013      | Viña del Mar   | Ceglana      | Juan Mónaco           | Paolo Lorenzi Potito Starace    | 2:6, 4:6          |
| Zwycięzca     | 9.  | 11 stycznia 2015    | Doha           | Twarda       | Juan Mónaco           | Julian Knowle Philipp Oswald    | 6:3, 6:4          |
| Zwycięzca     | 10. | 12 sierpnia 2016    | Rio de Janeiro | Twarda       | Marc López            | Florin Mergea Horia Tecău       | 6:2, 3:6, 6:4     |
| Zwycięzca     | 11. | 9 października 2016 | Pekin          | Twarda       | Pablo Carreño-Busta   | Jack Sock Bernard Tomic         | 6:7(6), 6:2, 10–8 |

### Finały w turniejach ATP Challenger Tour i ITF Futures

#### Gra pojedyncza (8–4)
| Legenda                   |
| ATP Challenger Tour (2–4) |
| ITF Futures (6–0)         |

| Wygrane według nawierzchni |
| Twarda (1–1)               |
| Ceglana (6–2)              |
| Trawiasta (0–0)            |
| Dywanowa (1–1)             |

| Końcowy wynik | Nr | Data              | Turniej             | Nawierzchnia    | Przeciwnik             | Wynik finału     |
| Zwycięzca     | 1. | 15 lipca 2002     | Alicante            | Ceglana         | Marc Fornell           | 7:5, 3:6, 6:3    |
| Zwycięzca     | 2. | 19 sierpnia 2002  | Vigo                | Ceglana         | Antonio Pastorino      | 4:6, 7:6(4), 6:4 |
| Zwycięzca     | 3. | 23 września 2002  | Barcelona           | Ceglana         | Marc Fornell           | 6:4, 6:3         |
| Zwycięzca     | 4. | 30 września 2002  | Madryt              | Ceglana         | Guillermo García-López | 6:3, 7:6(1)      |
| Zwycięzca     | 5. | 25 listopada 2002 | Las Palmas          | Ceglana         | Marc Fornell           | 6:2, 6:3         |
| Zwycięzca     | 6. | 2 grudnia 2002    | Maspalomas          | Dywanowa (hala) | Florian Mayer          | 7:6(3), 6:4      |
| Finalista     | 1. | 1 lutego 2003     | Hamburg             | Dywanowa (hala) | Mario Ančić            | 2:6, 3:6         |
| Finalista     | 2. | 1 marca 2003      | Cherbourg-Octeville | Twarda (hala)   | Sergio Roitman         | 3:6, 7:5, 4:6    |
| Finalista     | 3. | 22 marca 2003     | Cagliari            | Ceglana         | Filippo Volandri       | 6:2, 2:6, 1:6    |
| Zwycięzca     | 7. | 31 marca 2003     | Barletta            | Ceglana         | Albert Portas          | 6:2, 7:6(2)      |
| Finalista     | 4. | 4 kwietnia 2003   | Aix-en-Provence     | Ceglana         | Mariano Puerta         | 6:3, 6:7(6), 4:6 |
| Zwycięzca     | 8. | 4 sierpnia 2003   | Segowia             | Twarda          | Tomáš Zíb              | 6:2, 7:6(1)      |

## Osiągnięcia w całej karierze
Statystyki uwzględniają występy w turniejach rangi ATP Tour i w Pucharze Davisa.
| Turniej                                     | 2002       | 2003       | 2004       | 2005                   | 2006                   | 2007                   | 2008                   | 2009                      | 2010                      | 2011                      | 2012                      | 2013                      | 2014                      | 2015                      | 2016                      | 2017                      | 2018                      | 2019                      | 2020                      | 2021                      | 2022                      | 2023                      | Wygrane turnieje | Bilans w karierze |
| ------------------------------------------- | ---------- | ---------- | ---------- | ---------------------- | ---------------------- | ---------------------- | ---------------------- | ------------------------- | ------------------------- | ------------------------- | ------------------------- | ------------------------- | ------------------------- | ------------------------- | ------------------------- | ------------------------- | ------------------------- | ------------------------- | ------------------------- | ------------------------- | ------------------------- | ------------------------- | ---------------- | ----------------- |
| Wielki Szlem                                |            |            |            |                        |                        |                        |                        |                           |                           |                           |                           |                           |                           |                           |                           |                           |                           |                           |                           |                           |                           |                           |                  |                   |
| Australian Open                             | –          | –          | 3R         | 4R                     | –                      | QF                     | SF                     | W                         | QF                        | QF                        | F                         | –                         | F                         | QF                        | 1R                        | F                         | QF                        | F                         | QF                        | QF                        | W                         | 2R                        | 2 / 18           | 77–16             |
| French Open                                 | –          | –          | –          | W                      | W                      | W                      | W                      | 4R                        | W                         | W                         | W                         | W                         | W                         | QF                        | 3R                        | W                         | W                         | W                         | W                         | SF                        | W                         |                           | 14 / 18          | 112–3             |
| Wimbledon                                   | –          | 3R         | –          | 2R                     | F                      | F                      | W                      | –                         | W                         | F                         | 2R                        | 1R                        | 4R                        | 2R                        | –                         | 4R                        | SF                        | SF                        | NH                        | –                         | SF                        |                           | 2 / 15           | 58–12             |
| US Open                                     | –          | 2R         | 2R         | 3R                     | QF                     | 4R                     | SF                     | SF                        | W                         | F                         | –                         | W                         | –                         | 3R                        | 4R                        | W                         | SF                        | W                         | –                         | –                         | 4R                        |                           | 4 / 16           | 67–12             |
| Wygrane turnieje                            | 0 / 0      | 0 / 2      | 0 / 2      | 1 / 4                  | 1 / 3                  | 1 / 4                  | 2 / 4                  | 1 / 3                     | 3 / 4                     | 1 / 4                     | 1 / 3                     | 2 / 3                     | 1 / 3                     | 0 / 4                     | 0 / 3                     | 2 / 4                     | 1 / 4                     | 2 / 4                     | 1 / 2                     | 0 / 2                     | 2 / 4                     | 0 / 4                     | 22 / 67          | N/D               |
| Bilans spotkań                              | 0–0        | 3–2        | 3–2        | 13–3                   | 17–2                   | 20–3                   | 24–2                   | 15–2                      | 25–1                      | 23–3                      | 14–2                      | 14–1                      | 16–2                      | 11–4                      | 5–2                       | 23–2                      | 21–3                      | 24–2                      | 11–1                      | 9–2                       | 22–1                      | 1–1                       | N/D              | 314–43            |
| Mistrzostwa kończące rok                    |            |            |            |                        |                        |                        |                        |                           |                           |                           |                           |                           |                           |                           |                           |                           |                           |                           |                           |                           |                           |                           |                  |                   |
| ATP Finals                                  | –          | –          | –          | –                      | SF                     | SF                     | –                      | RR                        | F                         | RR                        | –                         | F                         | –                         | SF                        | –                         | RR                        | –                         | RR                        | SF                        | –                         | RR                        |                           | 0 / 11           | 21–18             |
| Igrzyska olimpijskie                        |            |            |            |                        |                        |                        |                        |                           |                           |                           |                           |                           |                           |                           |                           |                           |                           |                           |                           |                           |                           |                           |                  |                   |
| Letnie igrzyska olimpijskie                 | Nie rozgr. | Nie rozgr. | –          | Nie rozgrywane         | Nie rozgrywane         | Nie rozgrywane         |                        | Nie rozgrywane            | Nie rozgrywane            | Nie rozgrywane            | –                         | Nie rozgrywane            | Nie rozgrywane            | Nie rozgrywane            | 4.                        | Nie rozgrywane            | Nie rozgrywane            | Nie rozgrywane            | Nie rozgrywane            | –                         | Nie rozgr.                | Nie rozgr.                | 1 / 2            | 10–2              |
| ATP Tour Masters 1000                       |            |            |            |                        |                        |                        |                        |                           |                           |                           |                           |                           |                           |                           |                           |                           |                           |                           |                           |                           |                           |                           |                  |                   |
| Indian Wells                                | –          | –          | 3R         | –                      | SF                     | W                      | SF                     | W                         | SF                        | F                         | SF                        | W                         | 3R                        | QF                        | SF                        | 4R                        | –                         | SF                        | NH                        | –                         | F                         |                           | 3 / 15           | 59–11             |
| Miami                                       | –          | –          | 4R         | F                      | 2R                     | QF                     | F                      | QF                        | SF                        | F                         | SF                        | –                         | F                         | 3R                        | 2R                        | F                         | –                         | –                         | NH                        | –                         | –                         |                           | 0 / 13           | 40–12             |
| Monte Carlo                                 | –          | 3R         | –          | W                      | W                      | W                      | W                      | W                         | W                         | W                         | W                         | F                         | QF                        | SF                        | W                         | W                         | W                         | SF                        | NH                        | QF                        | –                         |                           | 11 / 17          | 73–6              |
| Madryt                                      | –          | 1R         | 2R         | W                      | QF                     | QF                     | SF                     | F                         | W                         | F                         | 3R                        | W                         | W                         | F                         | SF                        | W                         | QF                        | SF                        | NH                        | QF                        | QF                        |                           | 5 / 19           | 56–14             |
| Rzym                                        | –          | –          | –          | W                      | W                      | W                      | 2R                     | W                         | W                         | F                         | W                         | W                         | F                         | QF                        | QF                        | QF                        | W                         | W                         | QF                        | W                         | 3R                        |                           | 10 / 18          | 69–8              |
| Kanada                                      | –          | –          | 1R         | W                      | 3R                     | SF                     | W                      | QF                        | SF                        | 2R                        | –                         | W                         | –                         | QF                        | –                         | 3R                        | W                         | W                         | NH                        | –                         | –                         |                           | 5 / 13           | 38–8              |
| Cincinnati                                  | –          | –          | 1R         | 1R                     | QF                     | 2R                     | SF                     | SF                        | QF                        | QF                        | –                         | W                         | –                         | 3R                        | 3R                        | QF                        | –                         | –                         | –                         | –                         | 2R                        |                           | 1 / 13           | 22–12             |
| Szanghaj                                    | NMS        | Nie rozgr. | Nie rozgr. | Nie ATP Masters Series | Nie ATP Masters Series | Nie ATP Masters Series | Nie ATP Masters Series | F                         | 3R                        | 3R                        | –                         | SF                        | 2R                        | SF                        | 2R                        | F                         | –                         | –                         | NH                        | NH                        | NH                        |                           | 0 / 8            | 16–8              |
| Paryż                                       | –          | LQ         | –          | –                      | –                      | F                      | QF                     | SF                        | –                         | –                         | –                         | SF                        | –                         | QF                        | –                         | QF                        | –                         | SF                        | SF                        | –                         | 2R                        |                           | 0 / 9            | 22–7              |
| Hamburg                                     | –          | 3R         | –          | –                      | –                      | F                      | W                      | Nie ATP Tour Masters 1000 | Nie ATP Tour Masters 1000 | Nie ATP Tour Masters 1000 | Nie ATP Tour Masters 1000 | Nie ATP Tour Masters 1000 | Nie ATP Tour Masters 1000 | Nie ATP Tour Masters 1000 | Nie ATP Tour Masters 1000 | Nie ATP Tour Masters 1000 | Nie ATP Tour Masters 1000 | Nie ATP Tour Masters 1000 | Nie ATP Tour Masters 1000 | Nie ATP Tour Masters 1000 | Nie ATP Tour Masters 1000 | Nie ATP Tour Masters 1000 | 1 / 3            | 11–2              |
| Rozegrane turnieje ATP                      | 1          | 11         | 18         | 21                     | 16                     | 20                     | 19                     | 17                        | 17                        | 17                        | 11                        | 17                        | 15                        | 23                        | 16                        | 18                        | 9                         | 13                        | 6                         | 7                         | 12                        | 1                         | N/D              | 305               |
| Finały w turniejach ATP                     | 0          | 0          | 2          | 12                     | 6                      | 9                      | 10                     | 8                         | 9                         | 10                        | 5                         | 14                        | 7                         | 6                         | 3                         | 10                        | 5                         | 5                         | 2                         | 2                         | 5                         | 0                         | N/D              | 130               |
| Wygrane turnieje ATP                        | 0          | 0          | 1          | 11                     | 5                      | 6                      | 8                      | 5                         | 7                         | 3                         | 4                         | 10                        | 4                         | 3                         | 2                         | 6                         | 5                         | 4                         | 2                         | 2                         | 4                         | 0                         | N/D              | 92                |
| Bilans spotkań na nawierzchni twardej       | 0–0        | 1–2        | 14–10      | 28–6                   | 25–10                  | 31–12                  | 46–10                  | 42–12                     | 40–9                      | 33–11                     | 17–3                      | 36–4                      | 20–6                      | 30–12                     | 18–10                     | 41–10                     | 14–2                      | 32–3                      | 18–6                      | 5–2                       | 24–6                      | 1–3                       | N/D              | 516–149           |
| Bilans spotkań na nawierzchni ziemnej       | 1–1        | 11–6       | 14–3       | 50–2                   | 26–0                   | 31–1                   | 24–1                   | 24–2                      | 22–0                      | 28–2                      | 23–1                      | 39–2                      | 25–3                      | 26–6                      | 21–4                      | 24–1                      | 26–1                      | 21–3                      | 9–1                       | 19–3                      | 10–2                      | 0–0                       | N/D              | 474–45            |
| Bilans spotkań na nawierzchni trawiastej    | 0–0        | 2–1        | 0–0        | 1–2                    | 8–2                    | 8–2                    | 12–0                   | 0–0                       | 9–1                       | 8–2                       | 2–2                       | 0–1                       | 3–2                       | 5–2                       | 0–0                       | 3–1                       | 5–1                       | 5–1                       | 0–0                       | 0–0                       | 5–0                       | 0–0                       | N/D              | 76–20             |
| Bilans spotkań na nawierzchni dywanowej     | 0–0        | 0–2        | 2–4        | 0–0                    | 0–0                    | 0–0                    | 0–0                    | 0–0                       | 0–0                       | 0–0                       | 0–0                       | 0–0                       | 0–0                       | 0–0                       | 0–0                       | 0–0                       | 0–0                       | 0–0                       | 0–0                       | 0–0                       | 0–0                       | 0–0                       | N/D              | 2–6               |
| Bilans spotkań na wszystkich nawierzchniach | 1–1        | 14–11      | 30–17      | 79–10                  | 59–12                  | 70–15                  | 82–11                  | 66–14                     | 71–10                     | 69–15                     | 42–6                      | 75–7                      | 48–11                     | 61–20                     | 39–14                     | 68–12                     | 45–4                      | 58–7                      | 27–7                      | 24–5                      | 39–8                      | 1–3                       | N/D              | 1068–220          |
| Miejsce w rankingu na koniec roku           | 200        | 49         | 51         | 2                      | 2                      | 2                      | 1                      | 2                         | 1                         | 2                         | 4                         | 1                         | 3                         | 5                         | 9                         | 1                         | 2                         | 1                         | 2                         | 6                         | 2                         |                           | N/D              | N/D               |

### Legenda
W, wygrał turniej
     F, przegrał w finale
     SF, przegrał w półfinale
     QF, przegrał w ćwierćfinale
     4R, 3R, 2R, 1R, przegrał w IV, III, II, I rundzie
     LQ, odpadł w kwalifikacjach
     RR, odpadł w fazie grupowej
     –, nie startował
     NMS, impreza niższej rangi niż „ATP Tour Masters 1000”
     NH, turniej nie odbył się